# 環島1号線

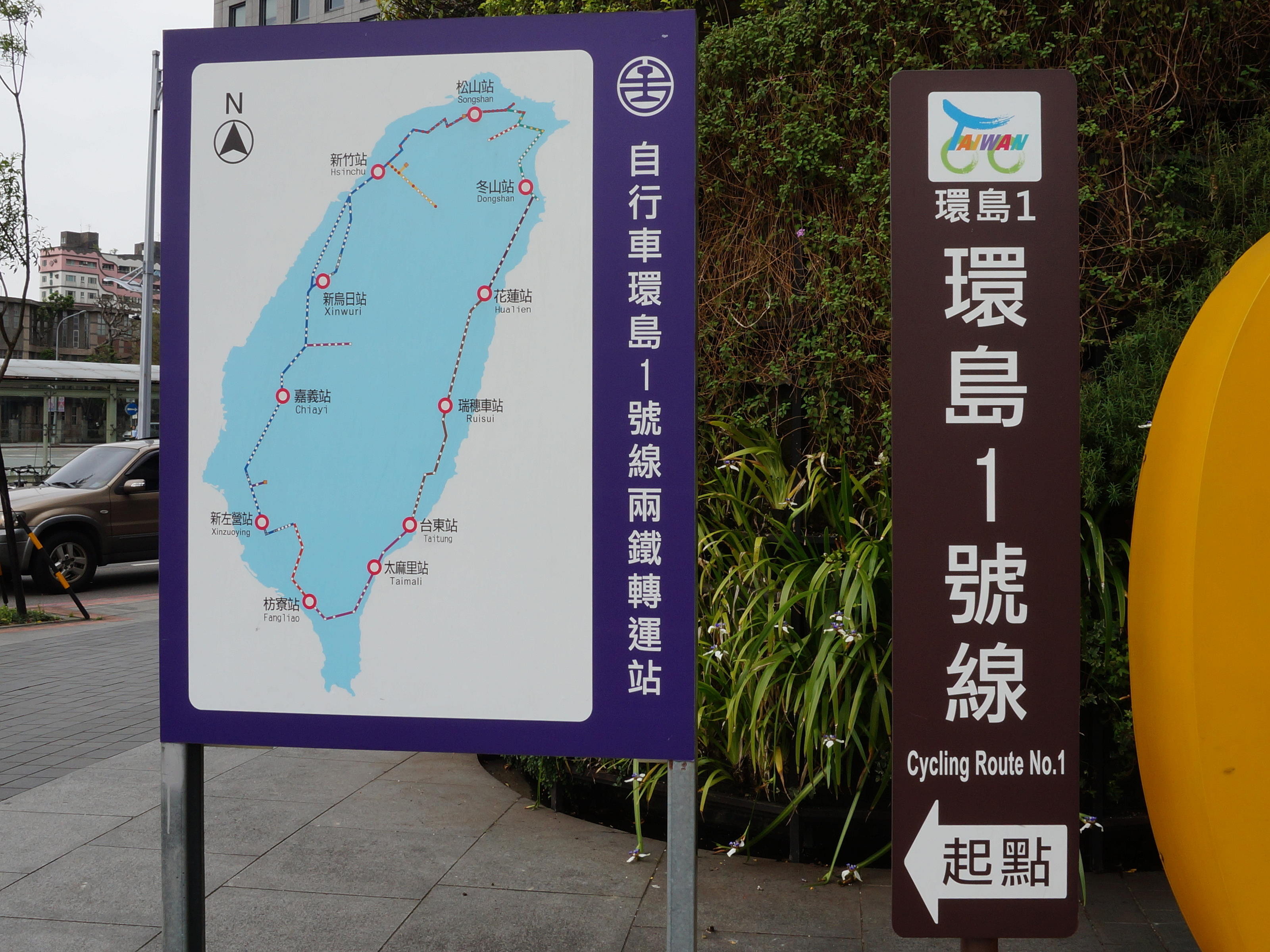
台鉄松山駅のゼロキロポスト

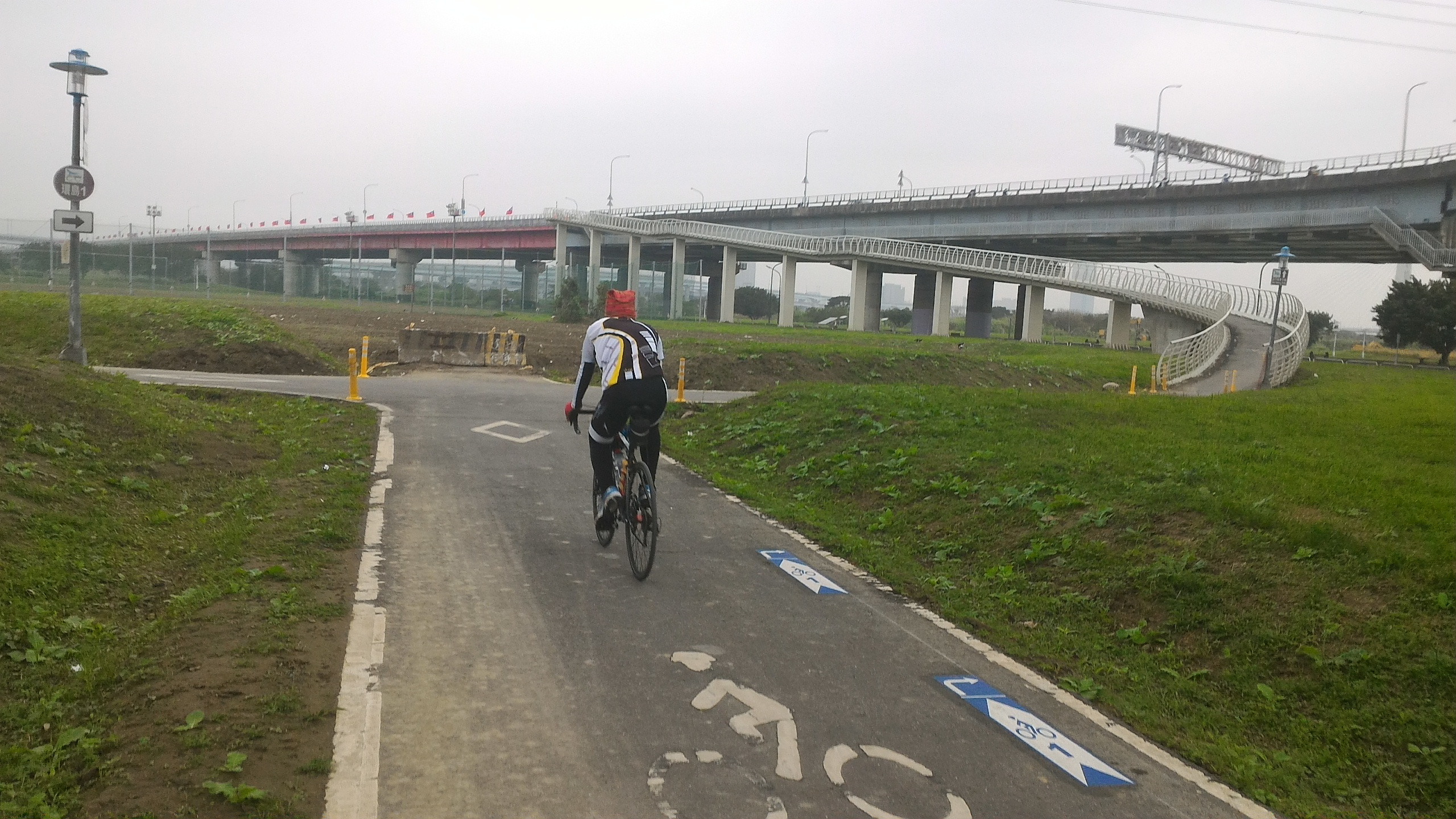
淡水河右岸上と大漢渓右岸を繋ぐ華江橋。路上には街灯と茶色の標識、路面には橋へ誘導する青い標識がある。（新北市）

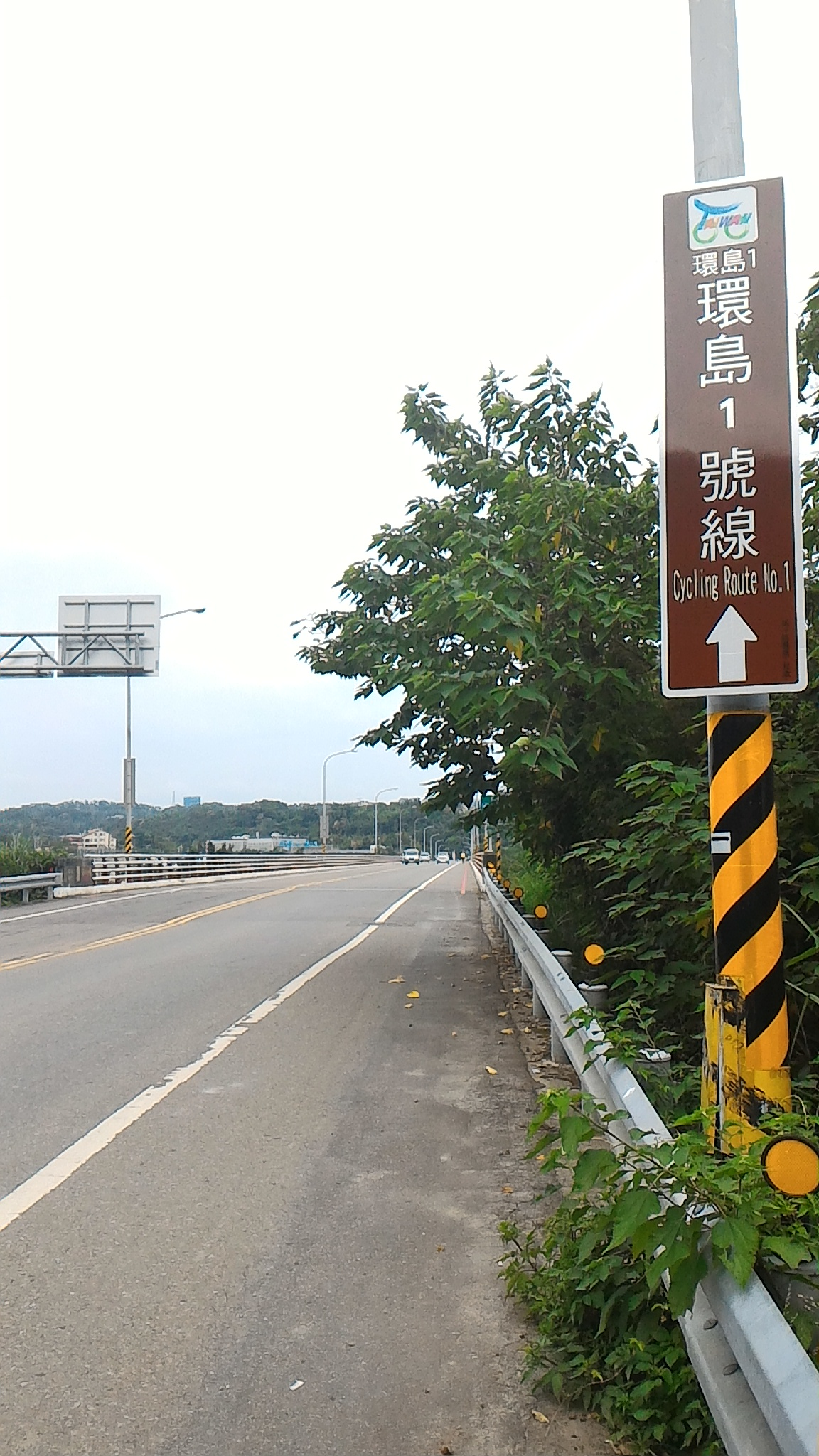
桃園市大渓区と龍潭区を結ぶ渓洲大橋方面の標識。

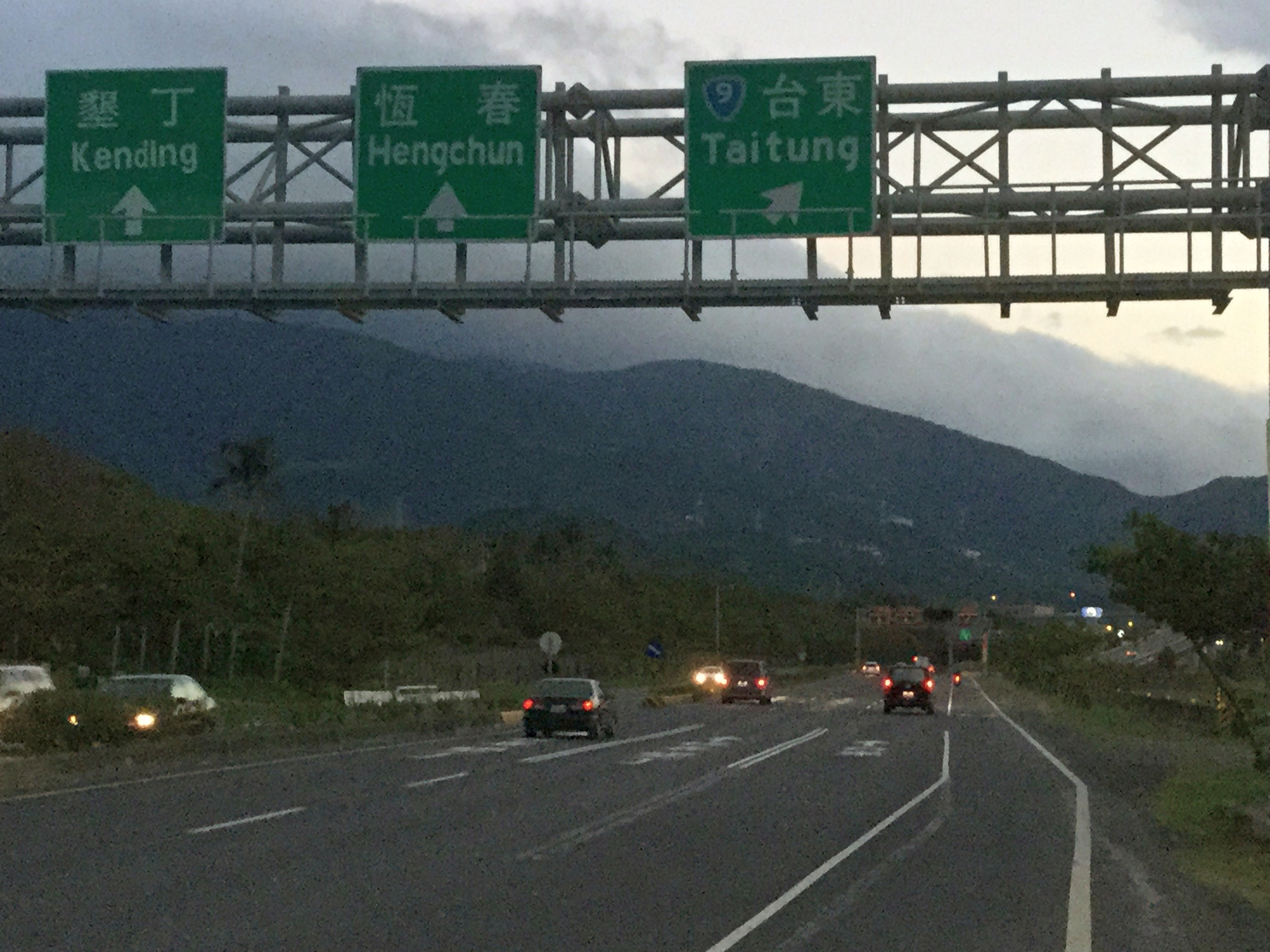
屏東県台1線上の二輪車レーン（右端）

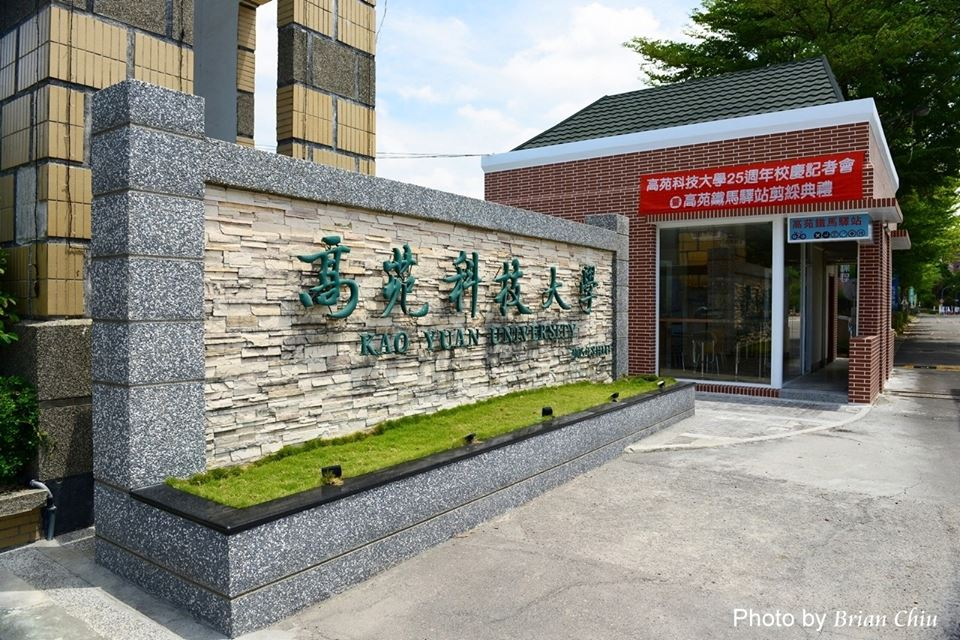
高苑科技大学にある鉄馬駅站（高雄市）

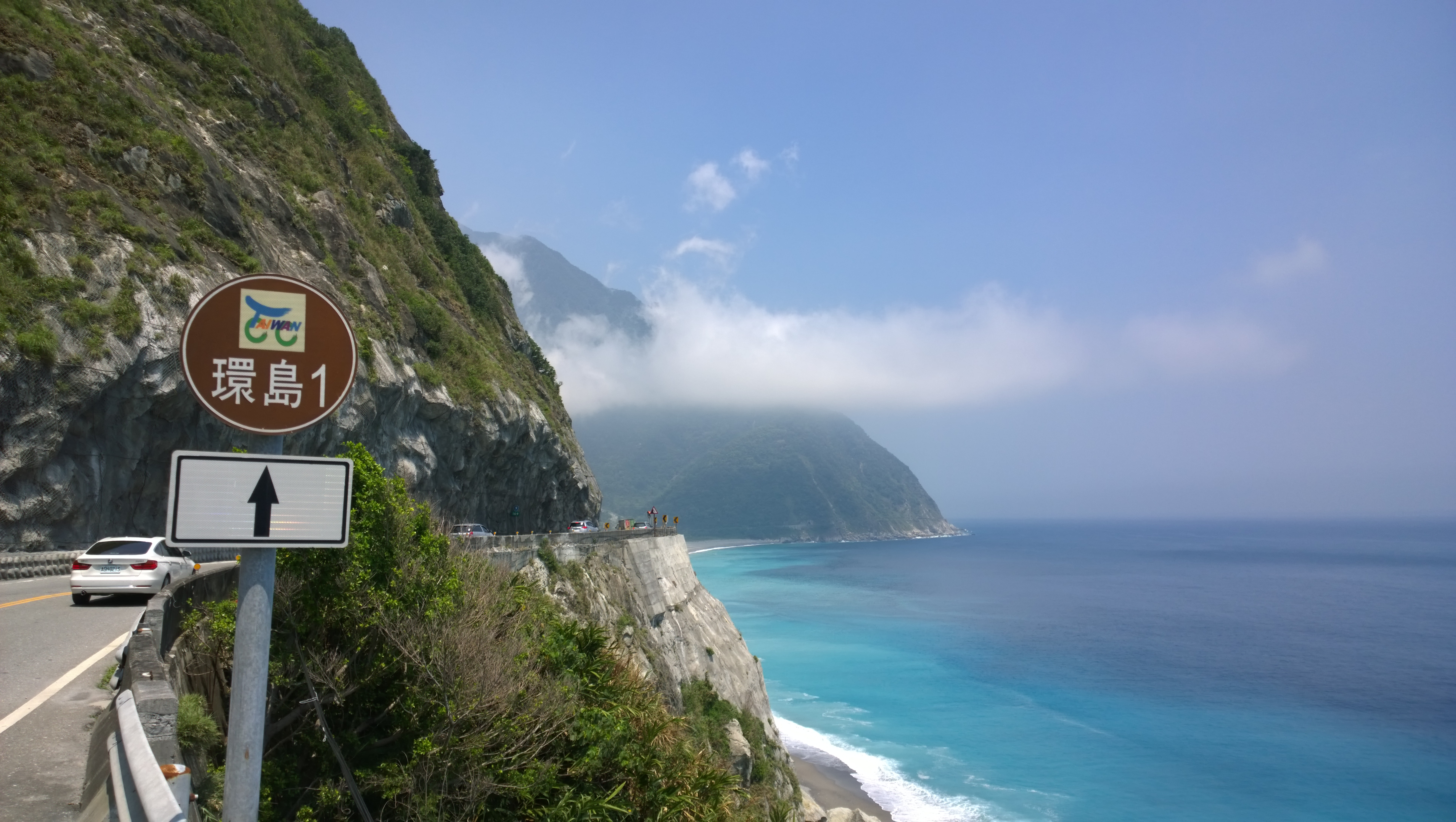
蘇花公路の標識（清水断崖）

環島1号線（かんとう1ごうせん、繁体字台湾語: 環島1號線、英語: Cycling Route No.1）は台湾の本島を一周する台1線と台9線で構成される環島公路（全長935.8 km）を基本にいくつかの一般省道、県道、サイクリングロードで形成された総延長968km の自転車道（自転車歩行者専用道路）。

## 概要
練習曲 (映画)（2007年）のヒットにより、自転車環島がまず若い世代でブームとなり、これに触発されたジャイアント・マニュファクチャリング（以下ジャイアント）の創業者劉金標が73歳時に自転車による環島を達成した。これにより自転車環島が世代を超えて広がるようになる。
環島1号線はそういったブームの後押しや安全性向上、観光需要のさらなる喚起のために行政主導で整備された。中華民国交通部運輸研究所によると、この専用道で自転車による一周には最短9日程度が必要と試算されている このルートが完成する前の西部ルートは大型車の通行量が多い台15線、台17線、台61線をベースにしており、危険度は高かった。交通部が主体となって道路網の整備（省道は公路総局、県郷道は教育部体育署、市道は内政部営建署、国家風景区との連携は交通部観光局）や台湾鉄路管理局はどこを起点にしても途中離脱、途中参加がしやすいように自局路線の指定駅（当初は11駅が対象）で鉄道との連携強化（『両鉄（繁体字台湾語: 兩鐵）』：駅構内のスロープ、列車内の固定装置、駅舎に補給・レンタル拠点 を設置）を図り、オンライン上でのデーターベース構築、ルートの自作も可能な電子地図、スマートフォン向けの情報提供など横断的に進められた。

### 施設

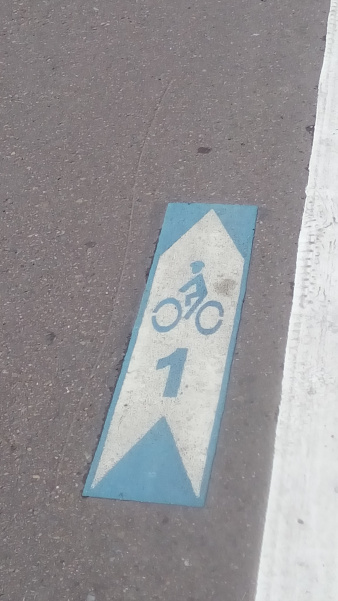
河川敷路面の矢羽

既存の道路網である複数の省道には従来から二輪車専用レーンを設けられていたが、主に原動機付自転車向けであり、各県市に散在していたものを各地方政府と公路総局、交通部観光局の協力で完成した968kmの本線と235kmの環支線を合わせた1,203kmが整備されている。ここに茶色ベースの専用の標識や路面の指示線などを増設して日月潭や国立故宮博物院南部院区などの知名度の高い観光地へのアクセスも可能な環支線を含めている。環支線は2015年時点で12ヶ所、2016年中にさらに5ヶ所が設定される。
台北市の台鉄松山駅の地上には0キロポストが設置されている。
環島1号線はサイクリスト向けに約20kmごとに122ヶ所の補給地点が設置されている。沿線のコンビニエンスストアであったり、台湾鉄路管理局の駅、海岸巡防署や派出所の警察施設、学校施設、観光地のツーリストセンターに併設されている「鉄馬駅站（繁体字台湾語: 鐵馬驛站、現地での英語表記は『Cycling Rest Stop（CRS）』）」と呼ばれるサイクリングターミナル（CT）がその役割を果たしている。CRSでは飲用可能な給水器やタイヤの空気入れ、休憩スペースが確保されている。
時計回り、反時計回りどちらでも標識などが整備されているため選択は自由だが、台湾はキープライトであり海岸線を走る際により海側が近くなることや、台北起点の場合に初日から急峻なコースを避けての反時計回りが推奨されている。
ジャイアントが自転車文化伝道の一環で日本のしまなみ海道サイクリング支援に乗り出すと、台湾でも渡航先として人気が高まり、景色や名所だけでなく路上の矢羽やブルーラインも注目されるようになった。環島1号線では目線より上の看板標識は従来より完備されており、路面のサインについては河川敷の自転車道などでは既にしまなみ海道の矢羽同様のものはあったが、自動車との供用区間では当初は四輪車レーンと二輪車レーンの区切りとなる白線だけだった。逆走防止効果への期待や市街地の二輪車レーン内で大量のスクーターと同居する台湾独特の自転車事情を反映し、交通部運輸研究所がしまなみ海道の事例考察を行ったうえで台湾に逆輸入されることになった。矢羽やブルーラインは2018年以降にしまなみ海道のものを踏襲するものが本道では台南市（省道台39線）などで試験的に導入されはじめ、全区間への展開が期待されている。

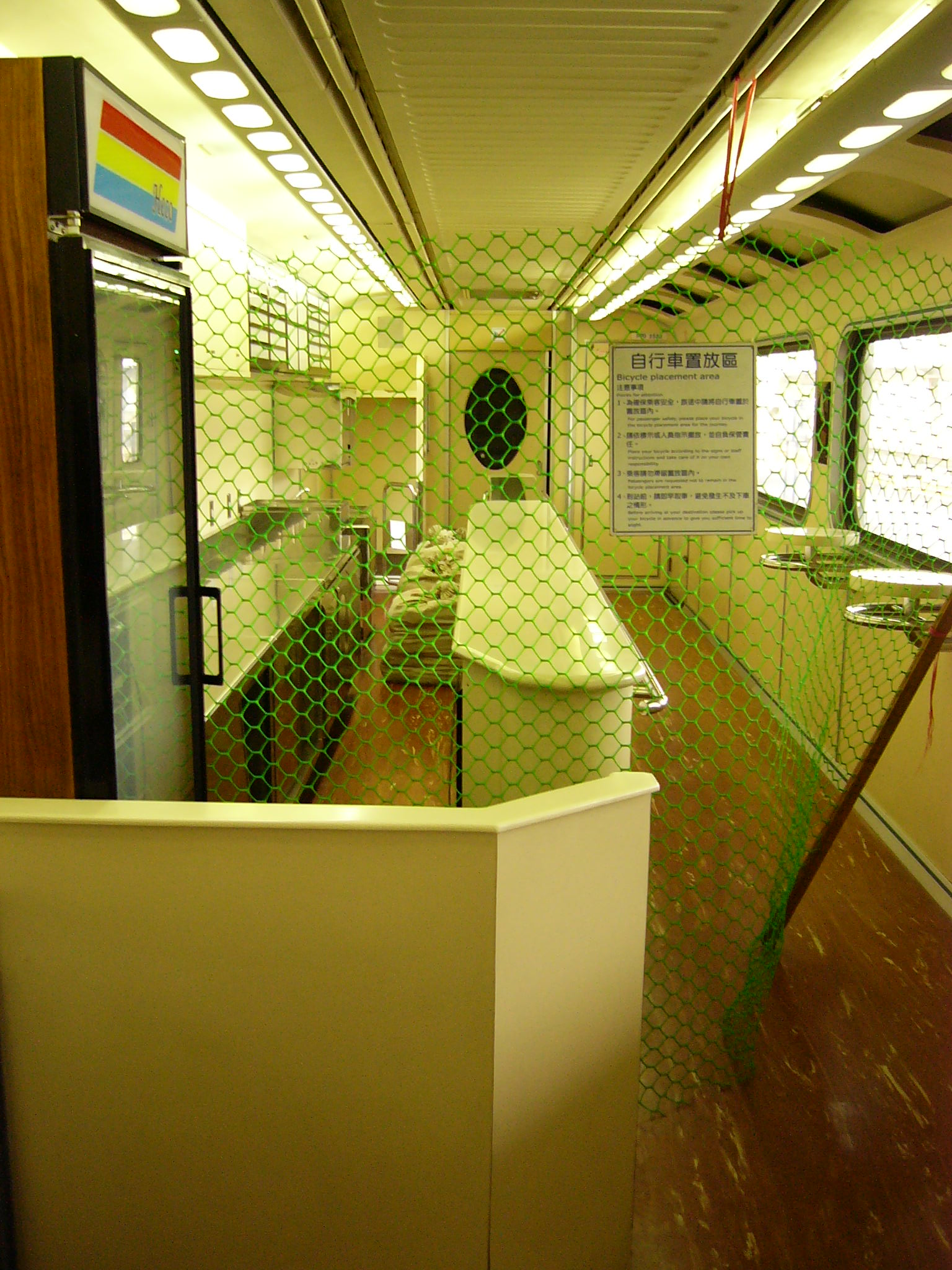
PP自強号の自転車置き場
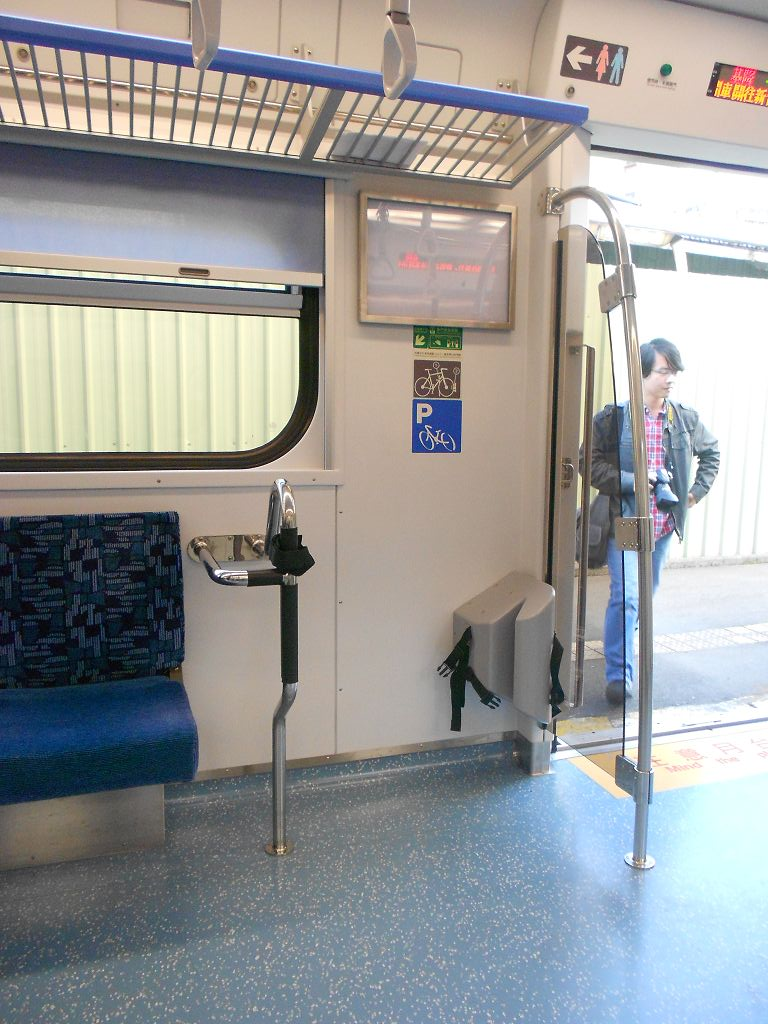
EMU800型の自転車置き場
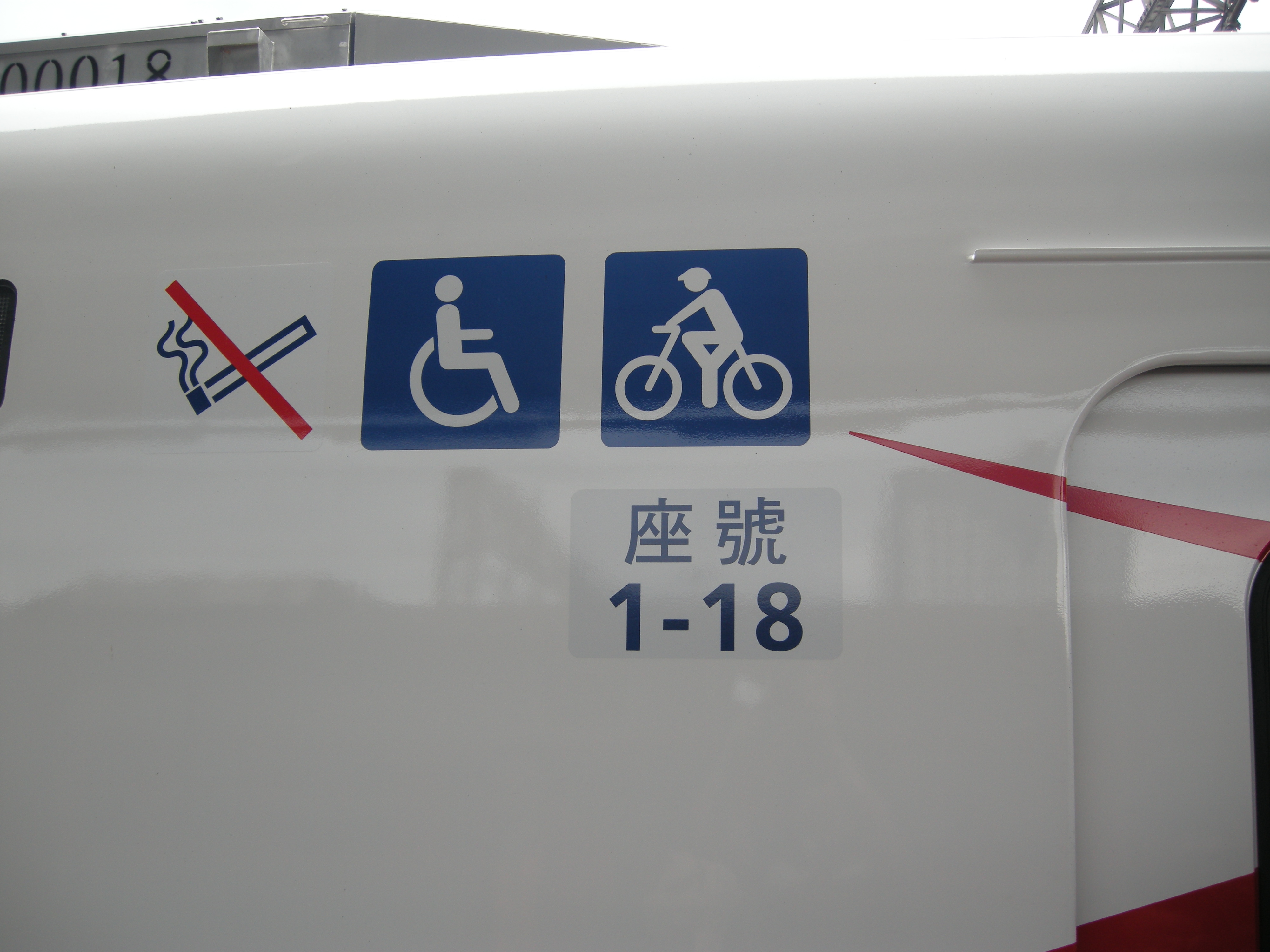
TEMU2000型の自転車対応ピクトグラム
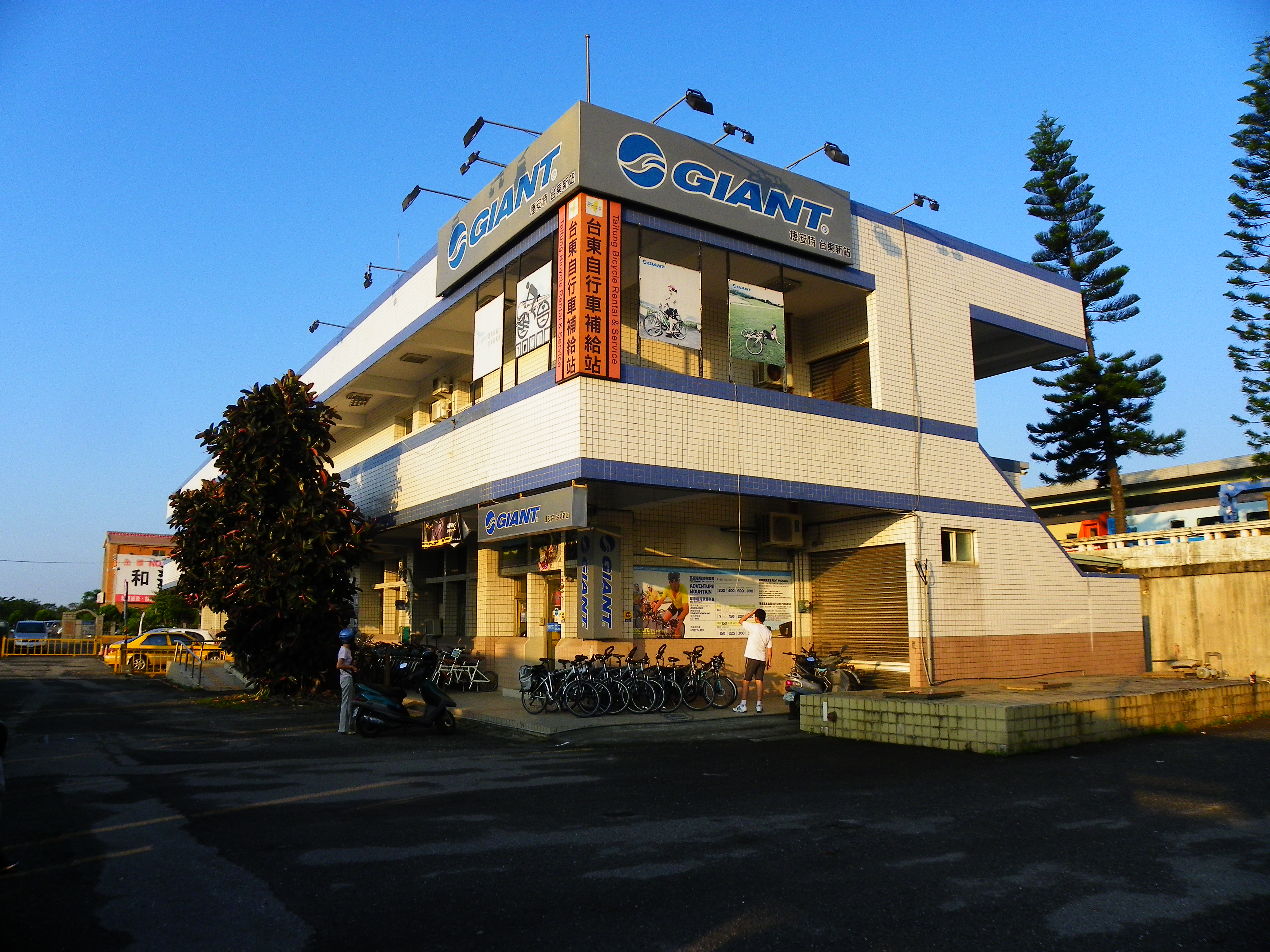
台東駅のジャイアント店舗。補給・整備拠点だけでなくレンタルも可能。
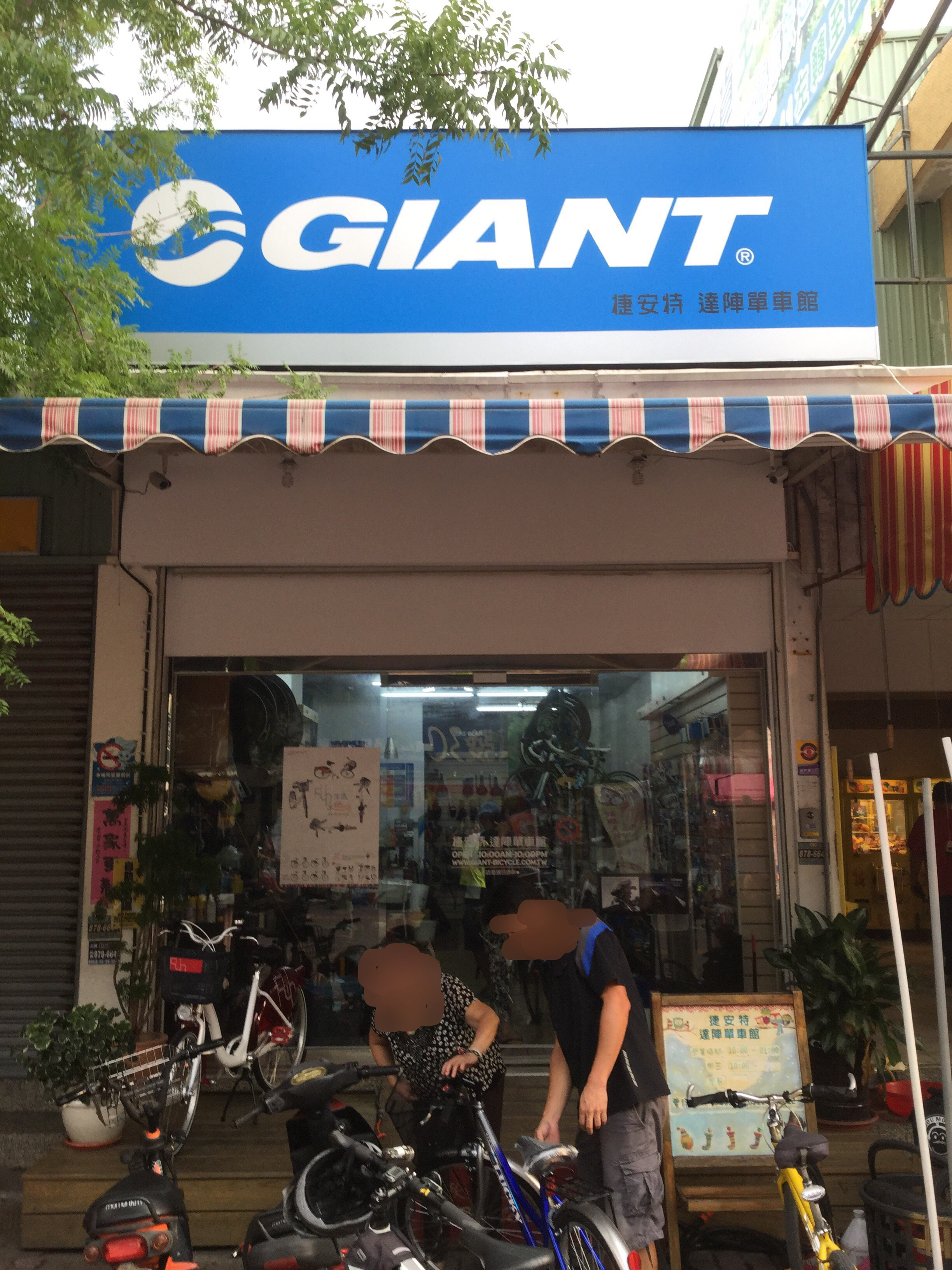
枋寮駅前のジャイアント店舗。レンタルも可能。

### イベント
環島ブームの高まりを受けてジャイアント傘下の捷安特旅行社（GIANT ADVENTURE）主催で毎年11月にチームで9日間かけて台湾を一周するイベント『台湾自行車節（Formosa900）』が開催されている。2017年には女優の一青妙も日本から参加している。

## ルート
基隆を起点に反時計回りで記載する。

### 本線
- 基隆市 - 新北市 - 台北市 - 新北市 - 桃園市 - 新竹県竹北市 - 新竹市香山区：台5線+基隆河自行車道（中国語版）+南京東路＋南京西路+淡水河右岸自行車道+大漢渓右岸自行車道+台3線+中華路+康荘路+台4線+台3乙+龍源路+高原路+福源路36+南坑路+新龍路+県道118号 (台湾)+台1線+美山路+台61線

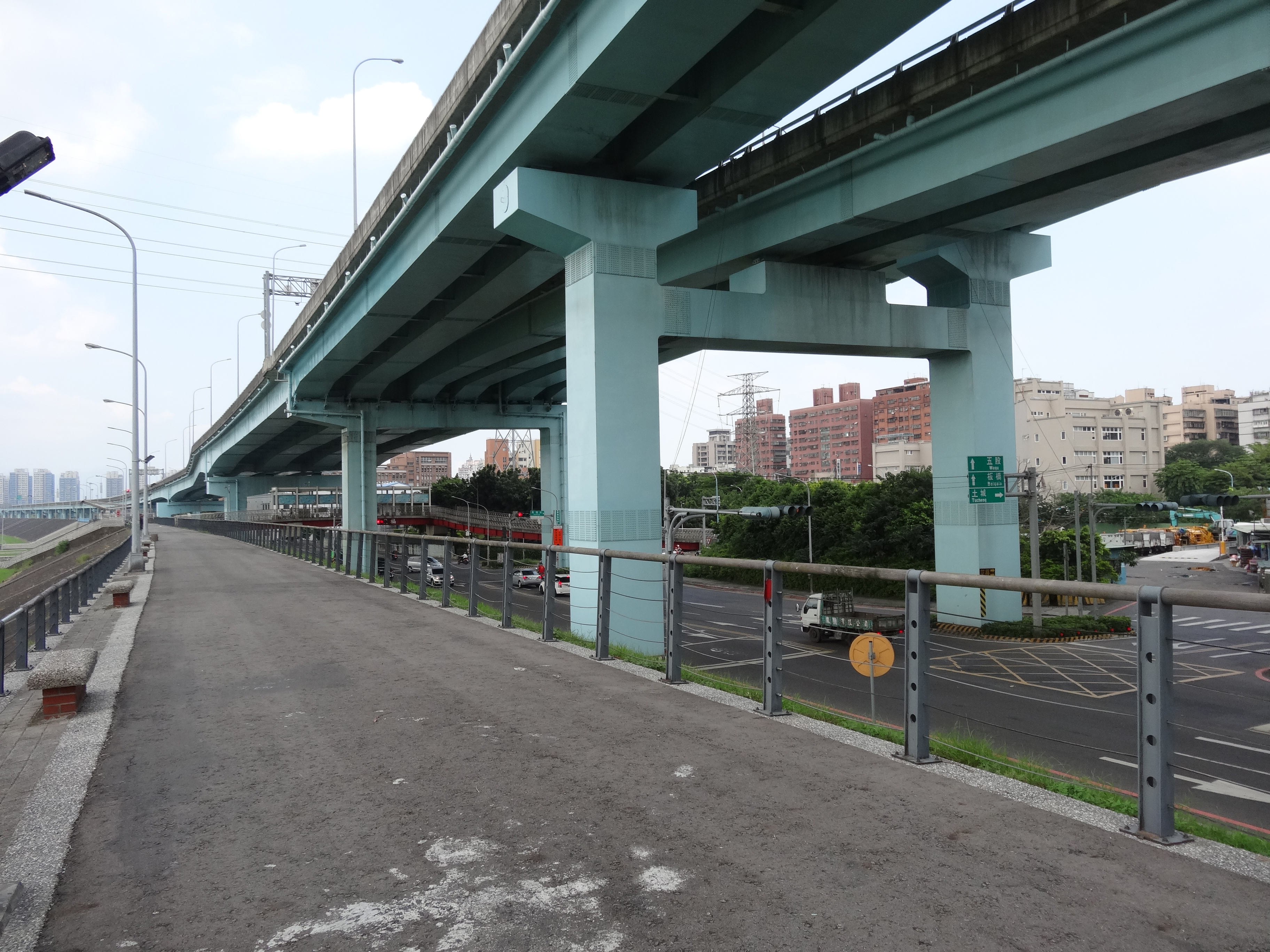
大漢渓右岸自行車道（新北市土城区）
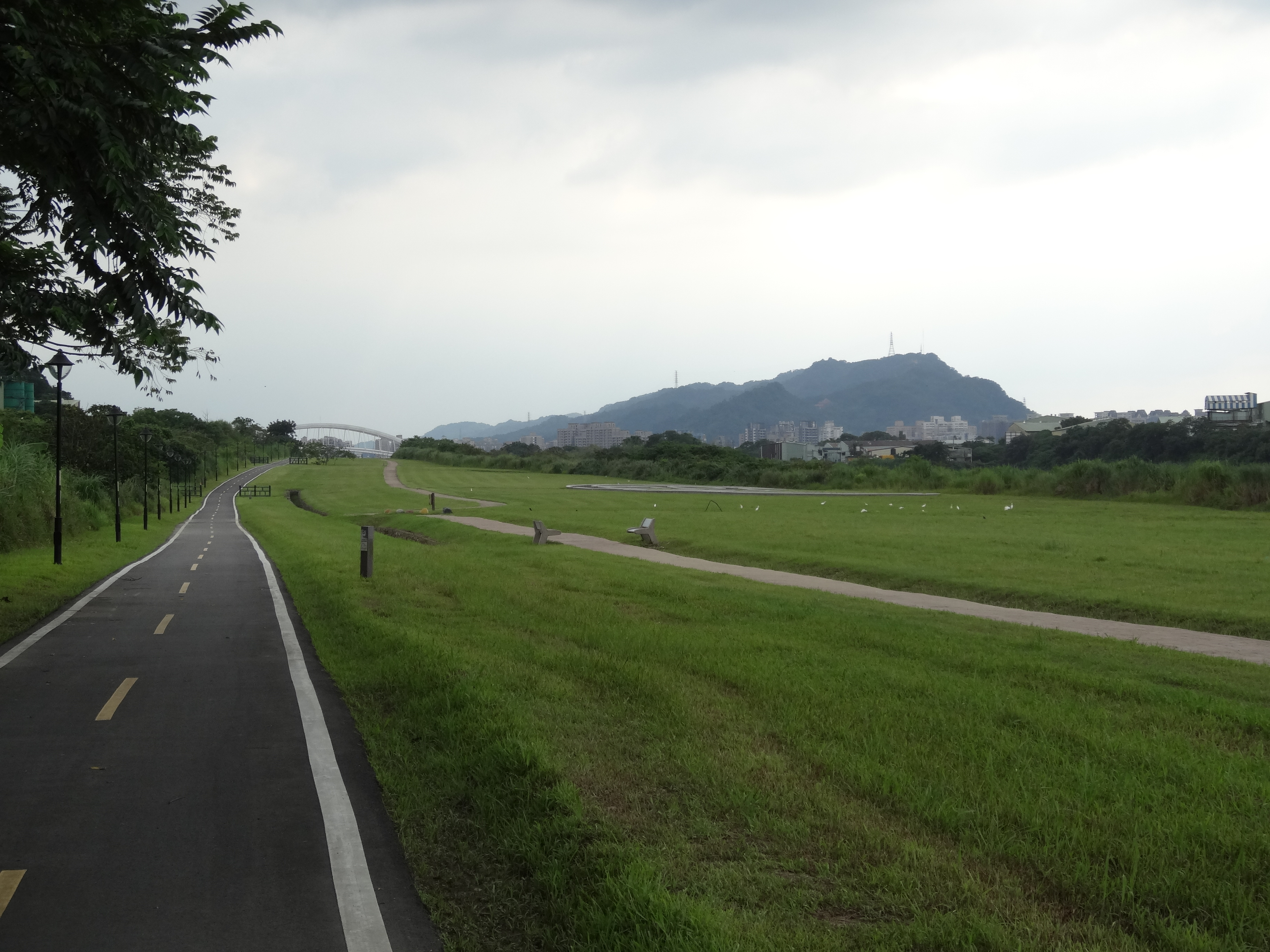
同左（新北市三峡区）

- 新竹市 - 苗栗県 - 台中市：台61線+台61線+台1線

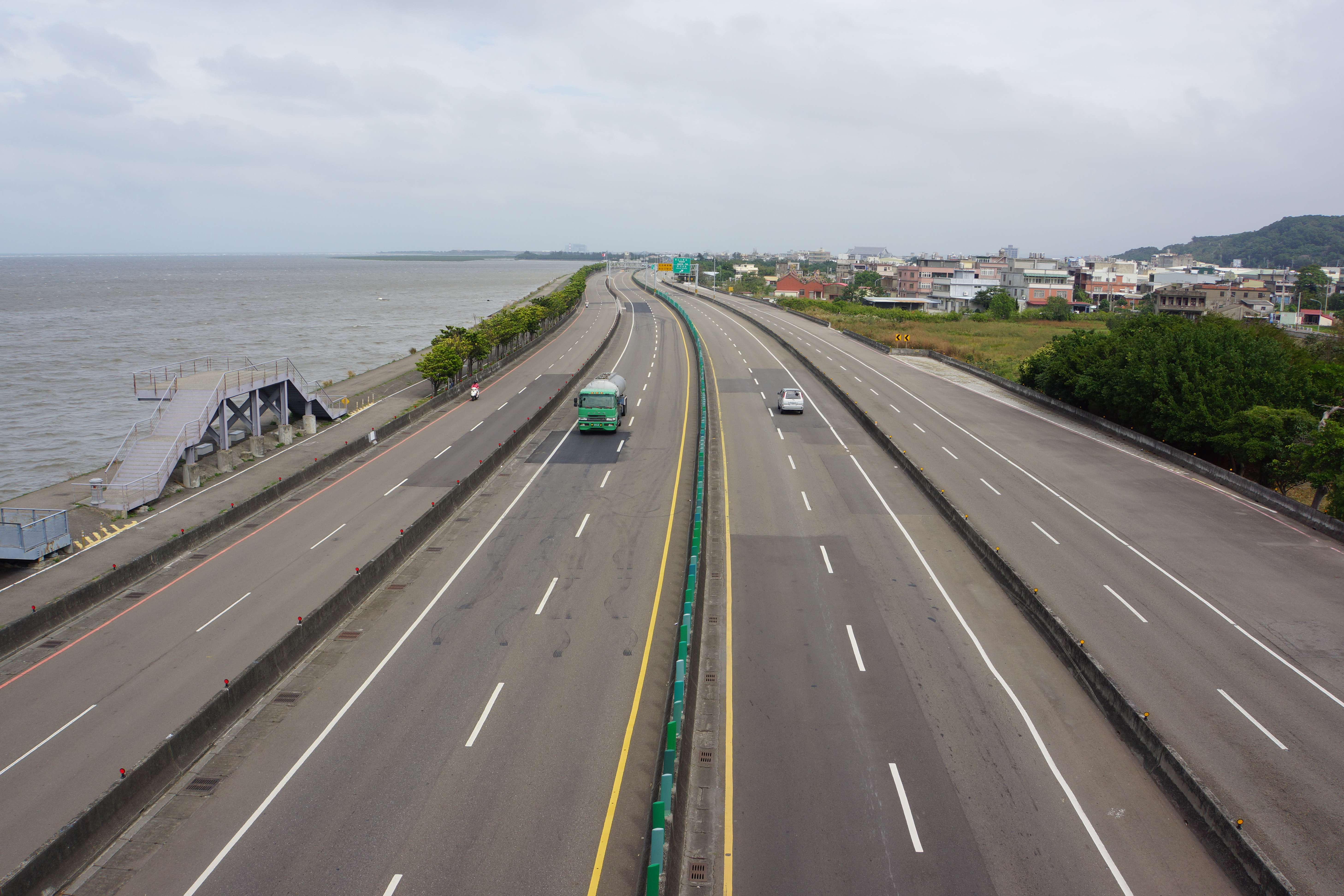
新竹市台61線
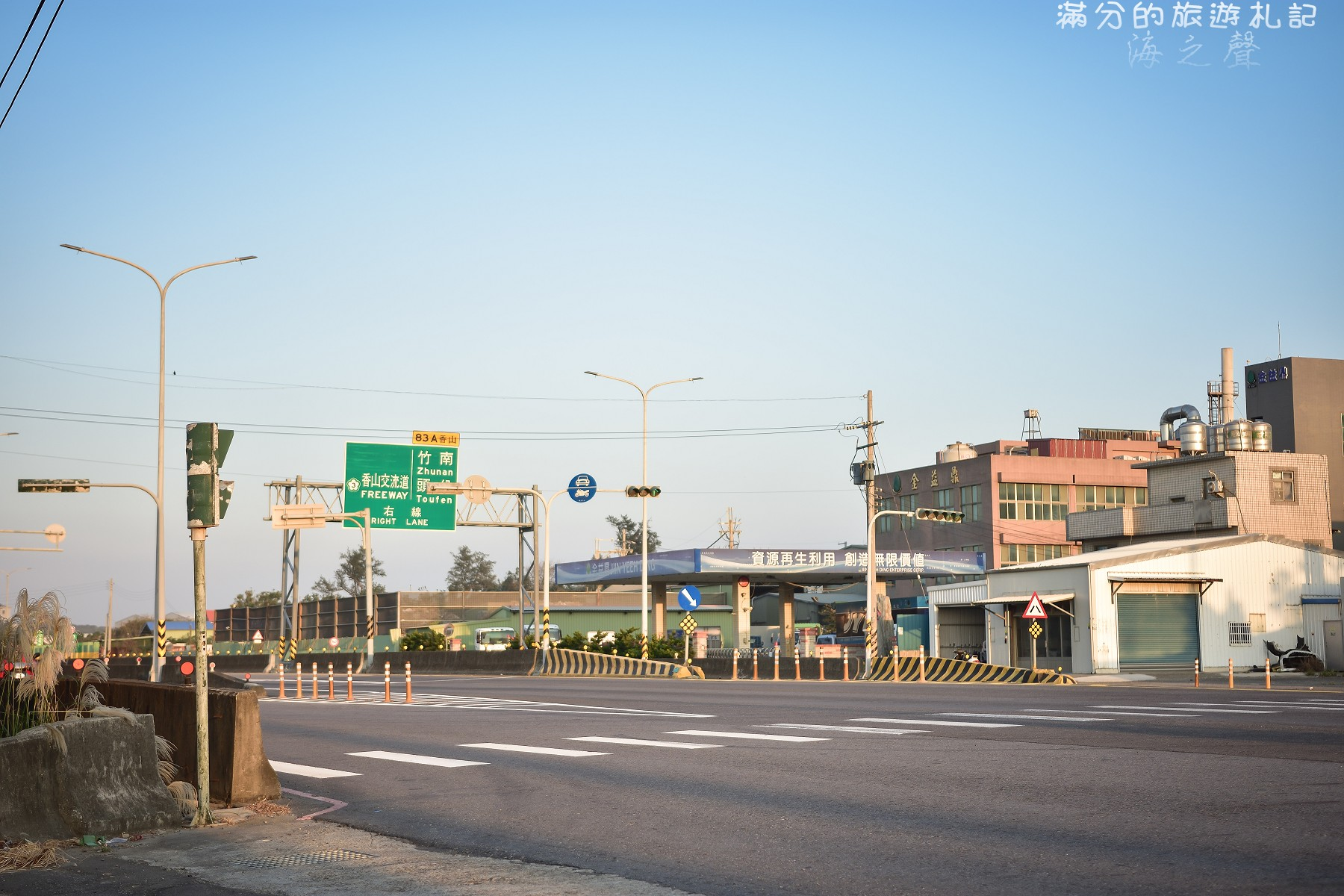
同左
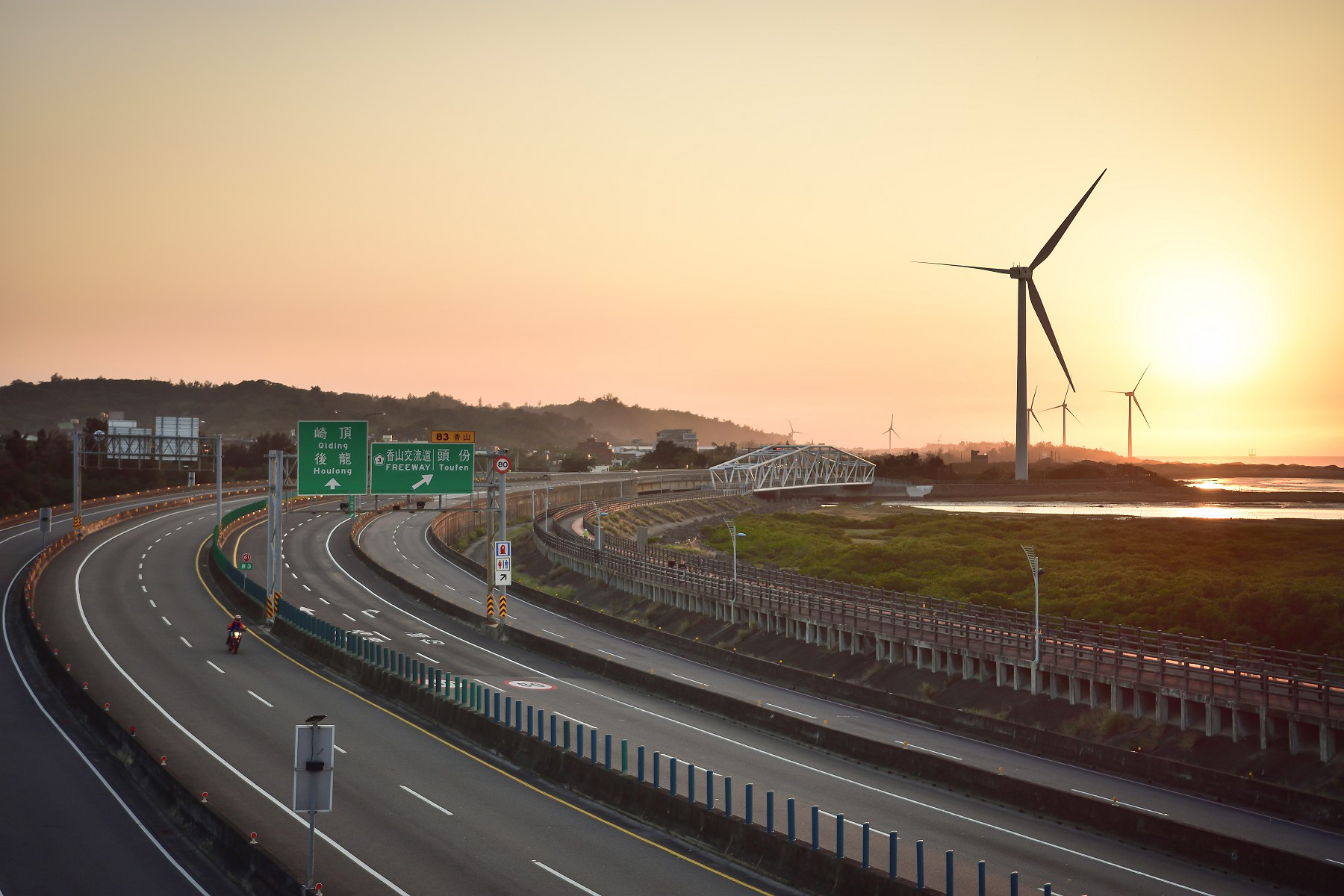
同左

- 台中市 - 彰化県 - 雲林県 - 嘉義県 - 台南市：台1線+台1丙（彰化市街）+（西螺大橋）+台1線

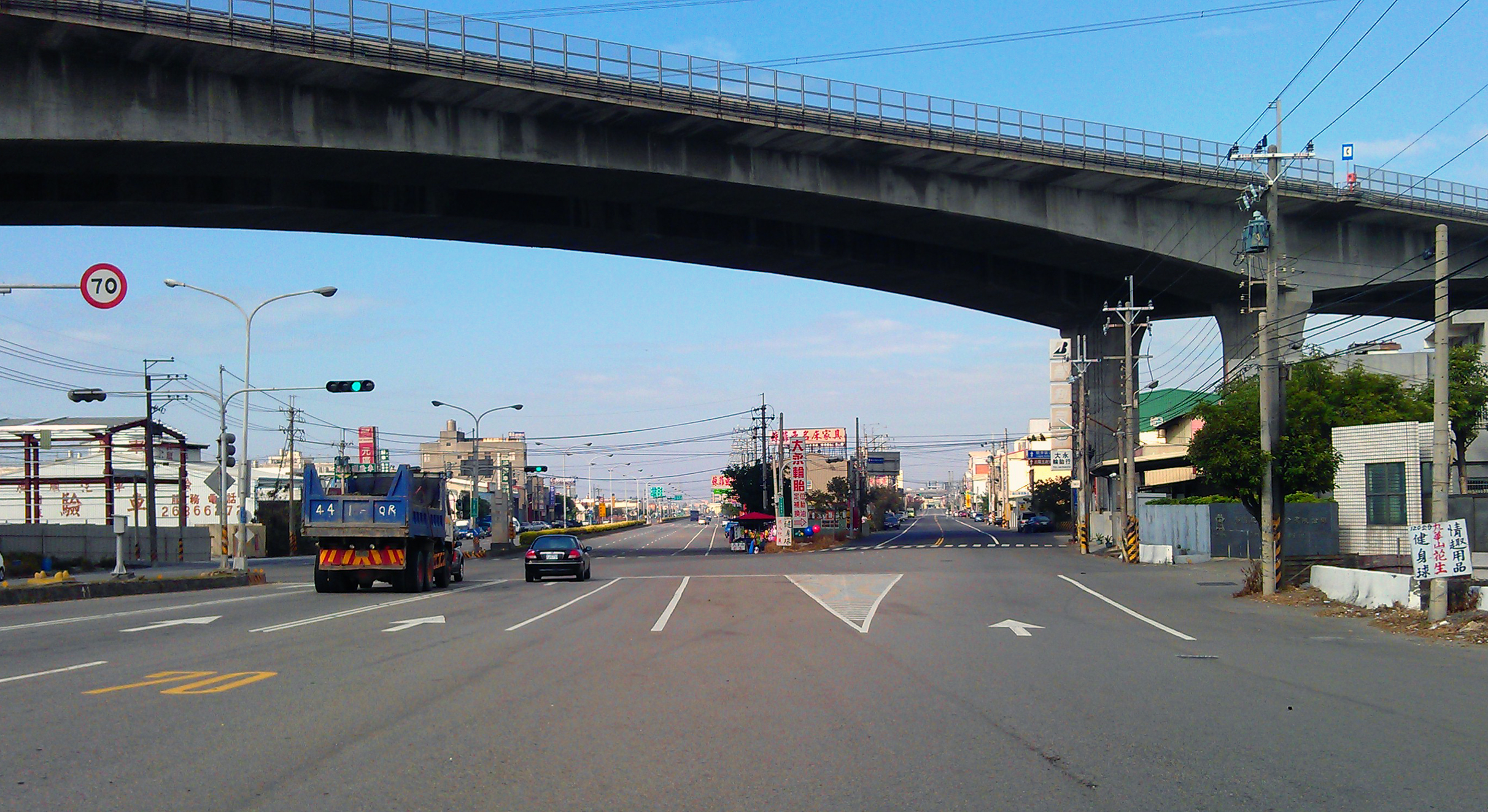
台中市龍井区台1線（中華路）
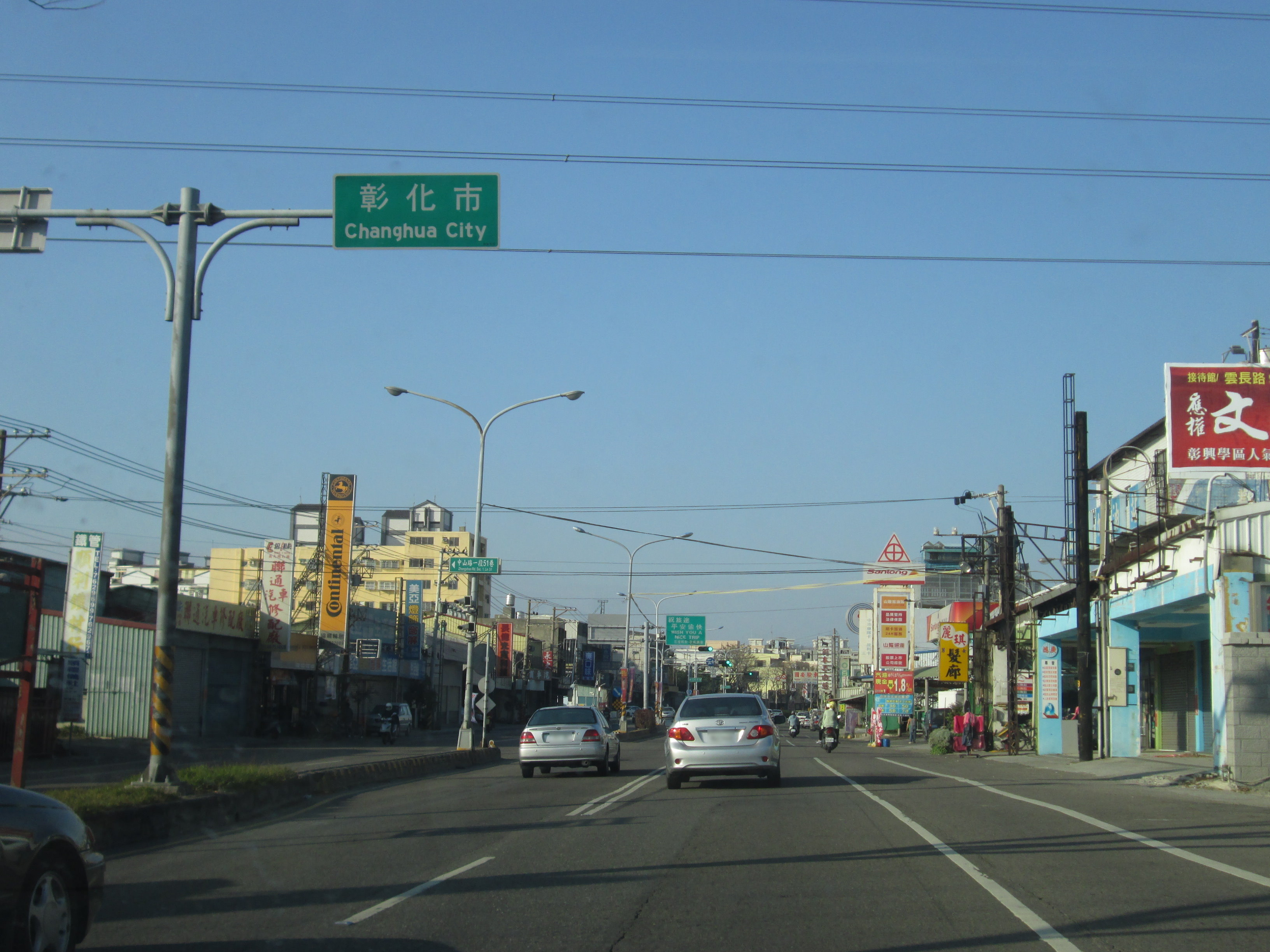
彰化市台1線（中山路）
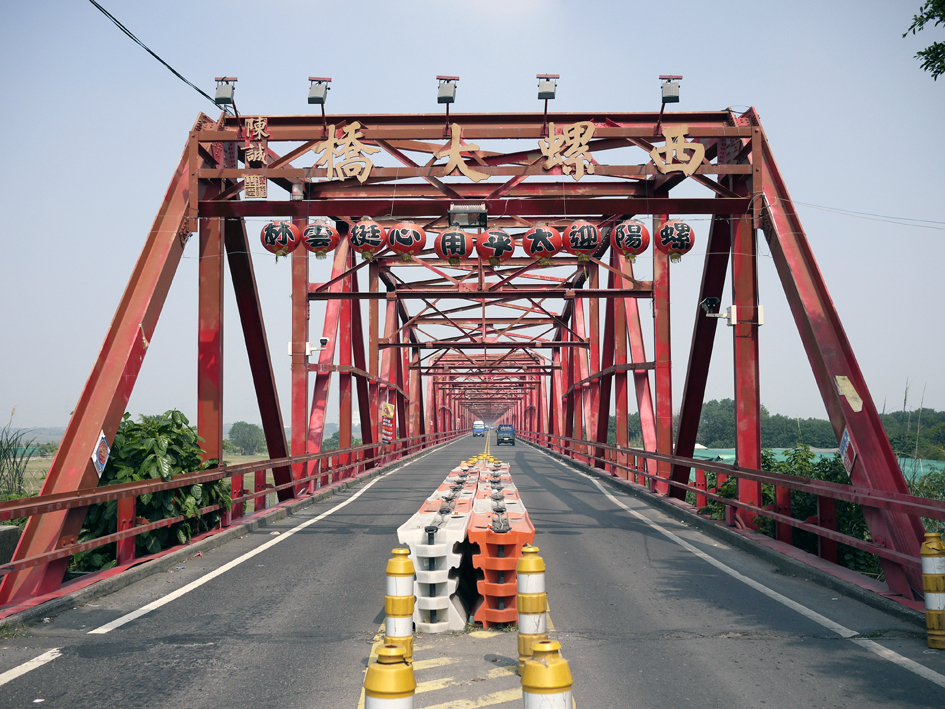
西螺大橋
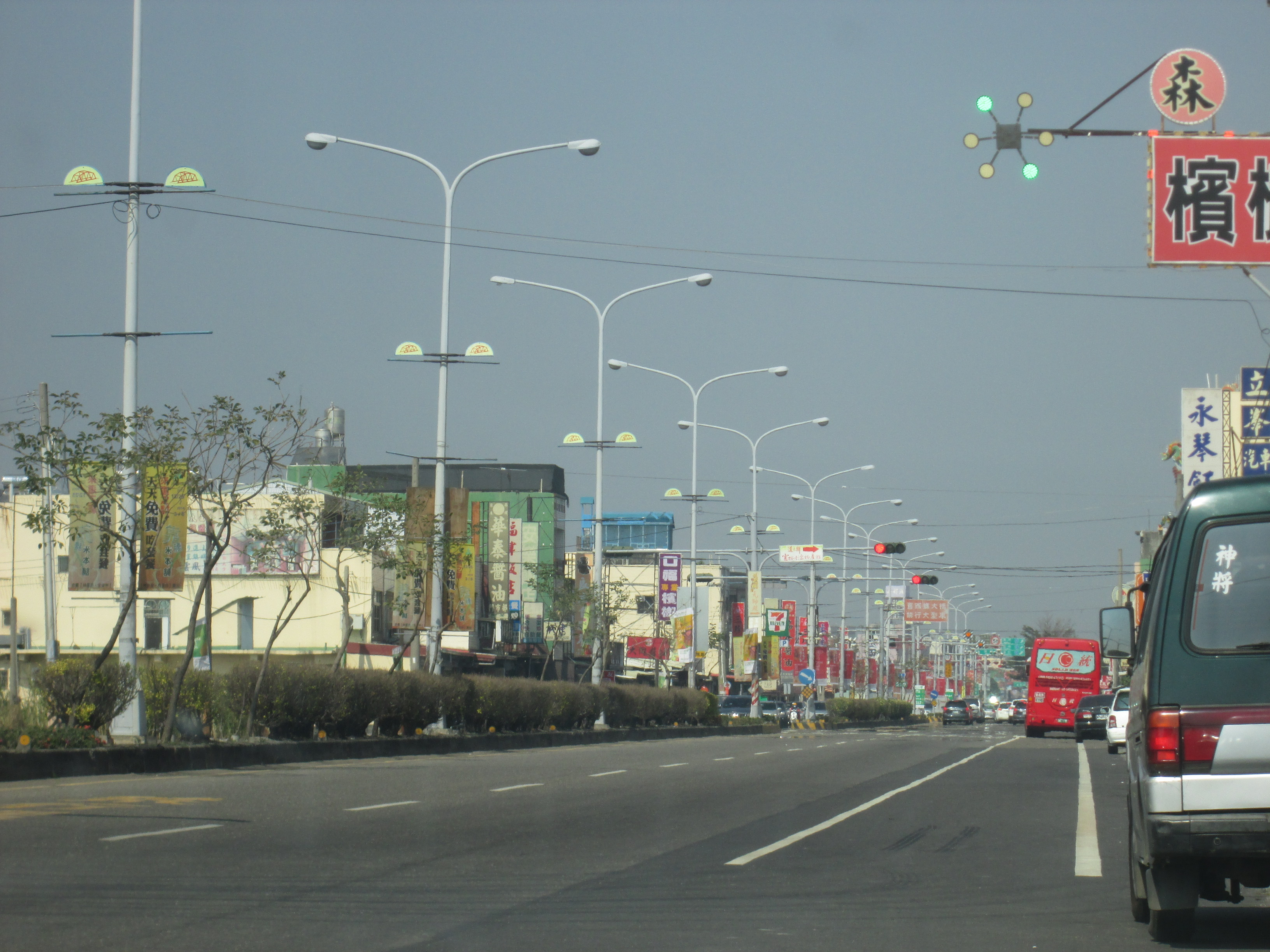
雲林県西螺鎮台1線（中山路）

- 台南市 - 高雄市 - 屏東県枋寮郷：台1線+台20線+台19甲線+台39線+台1線+台17線

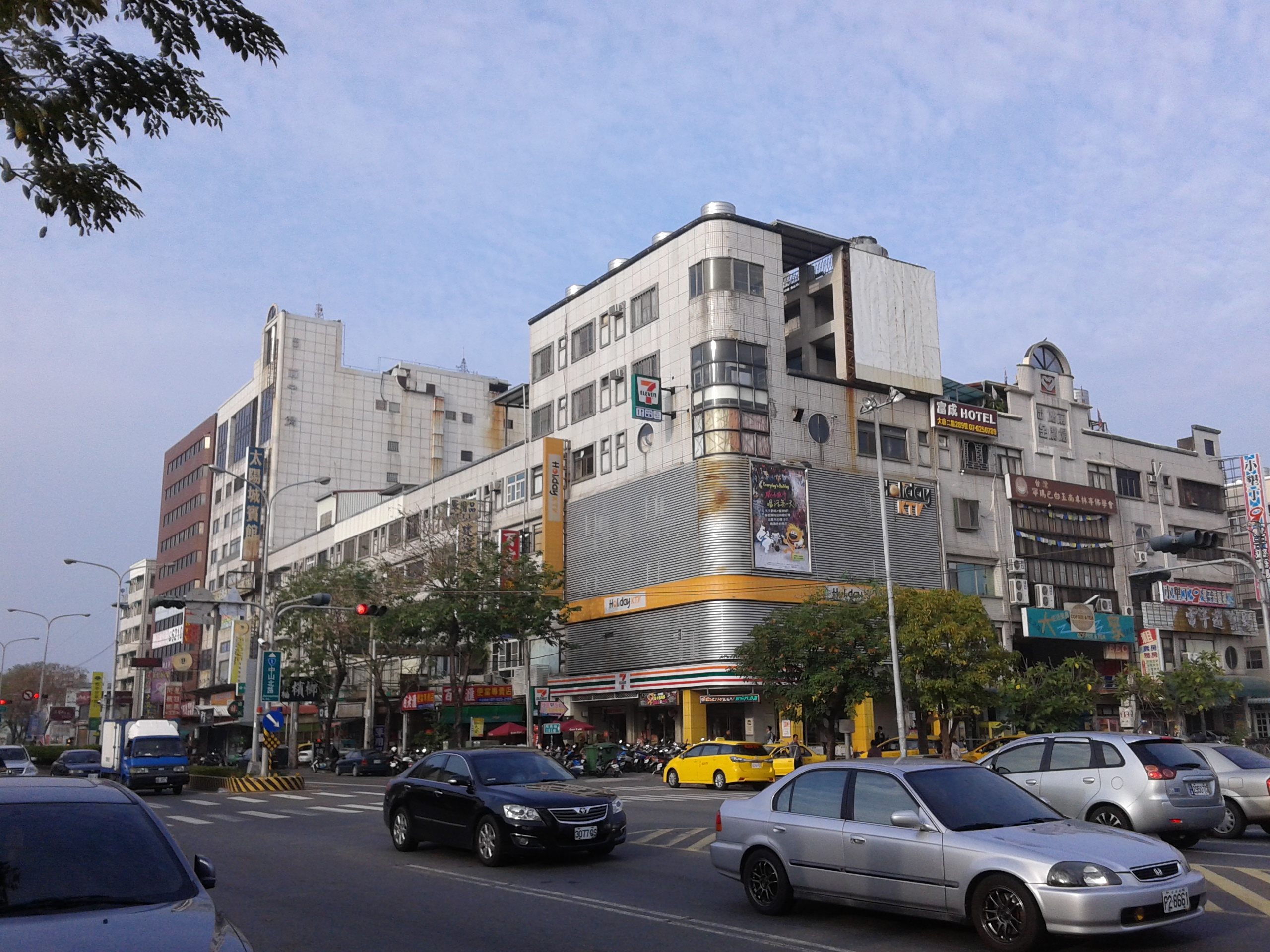
高雄市岡山区台1線（中山北路）
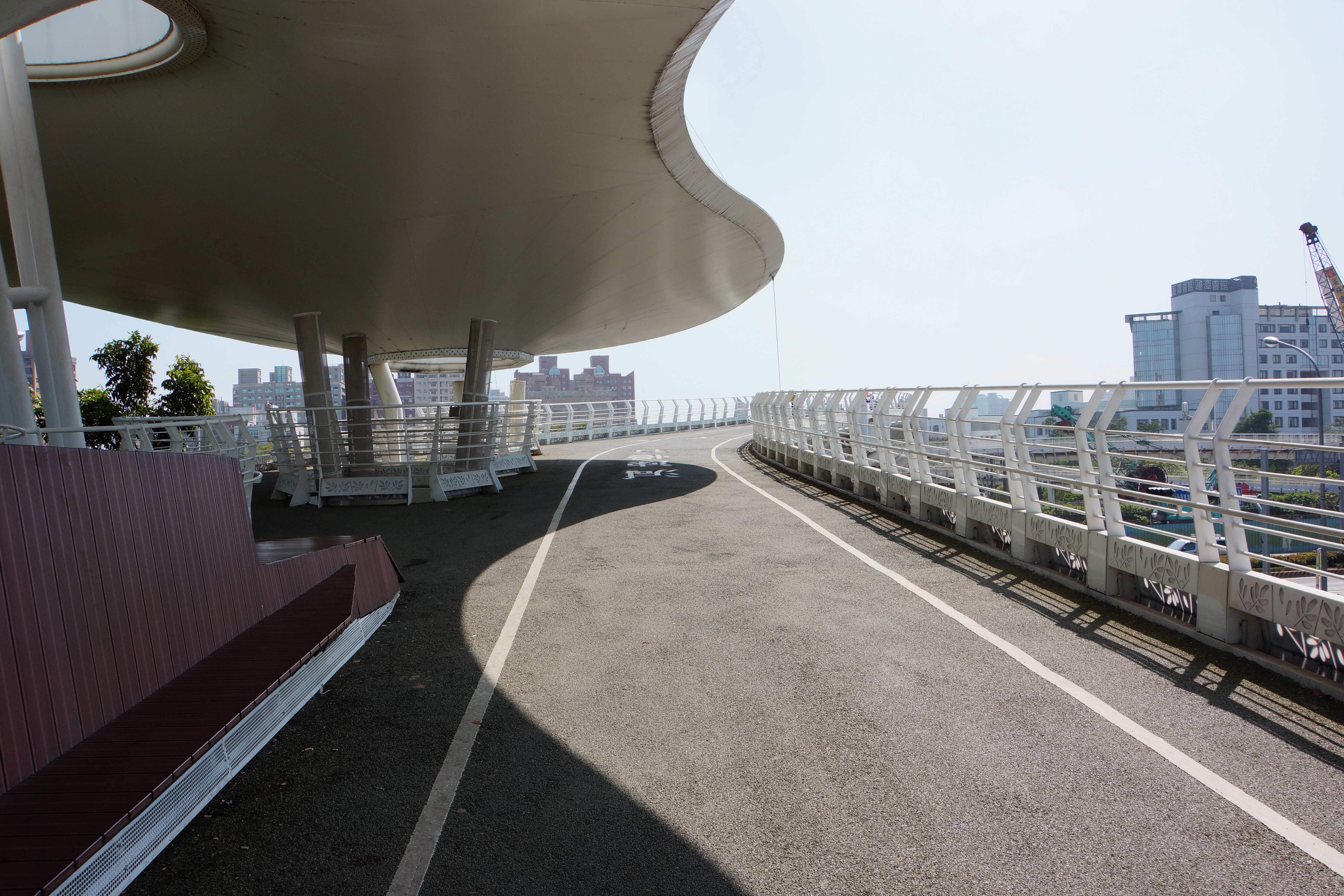
高雄市蓮池潭
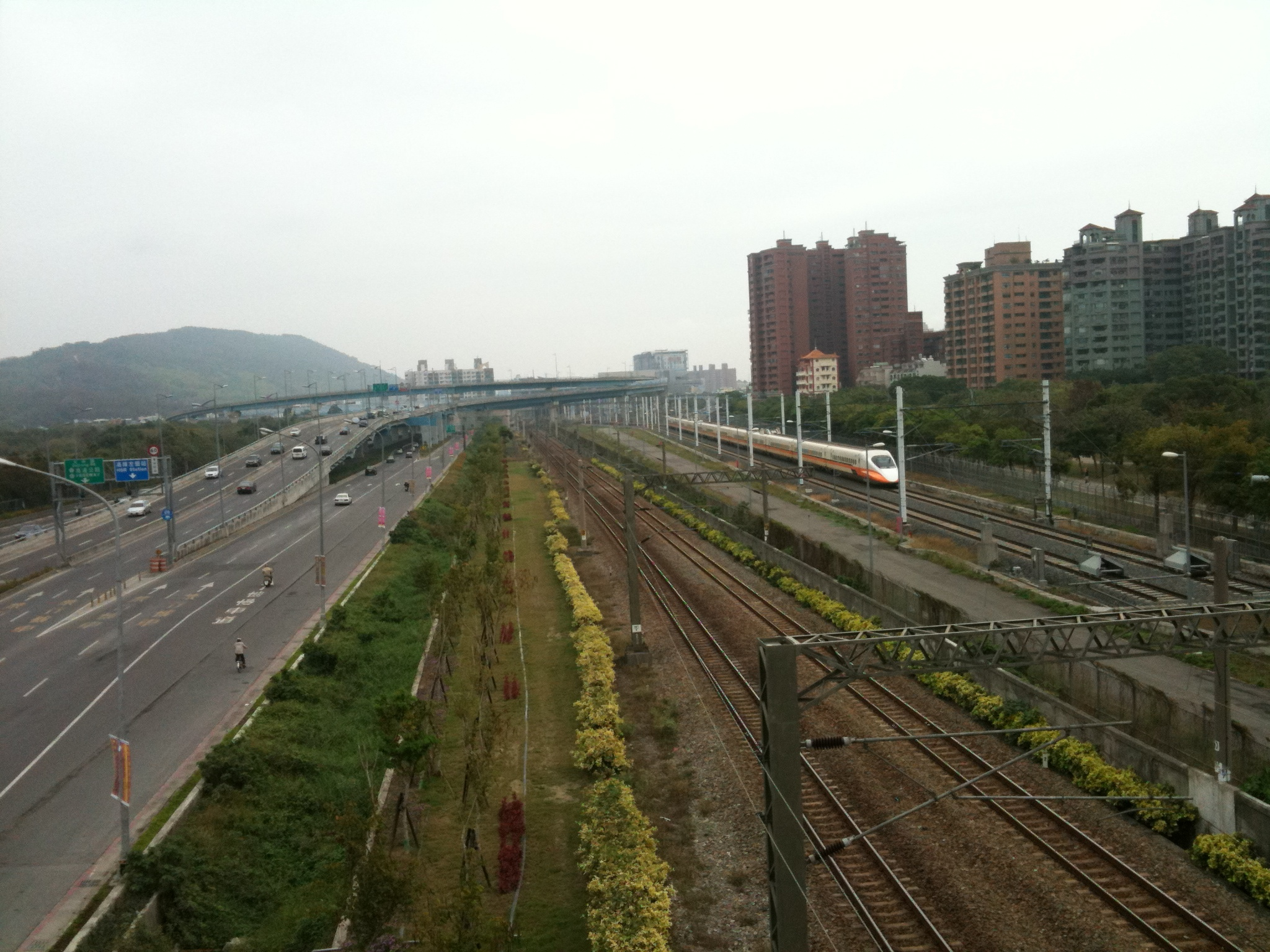
同左
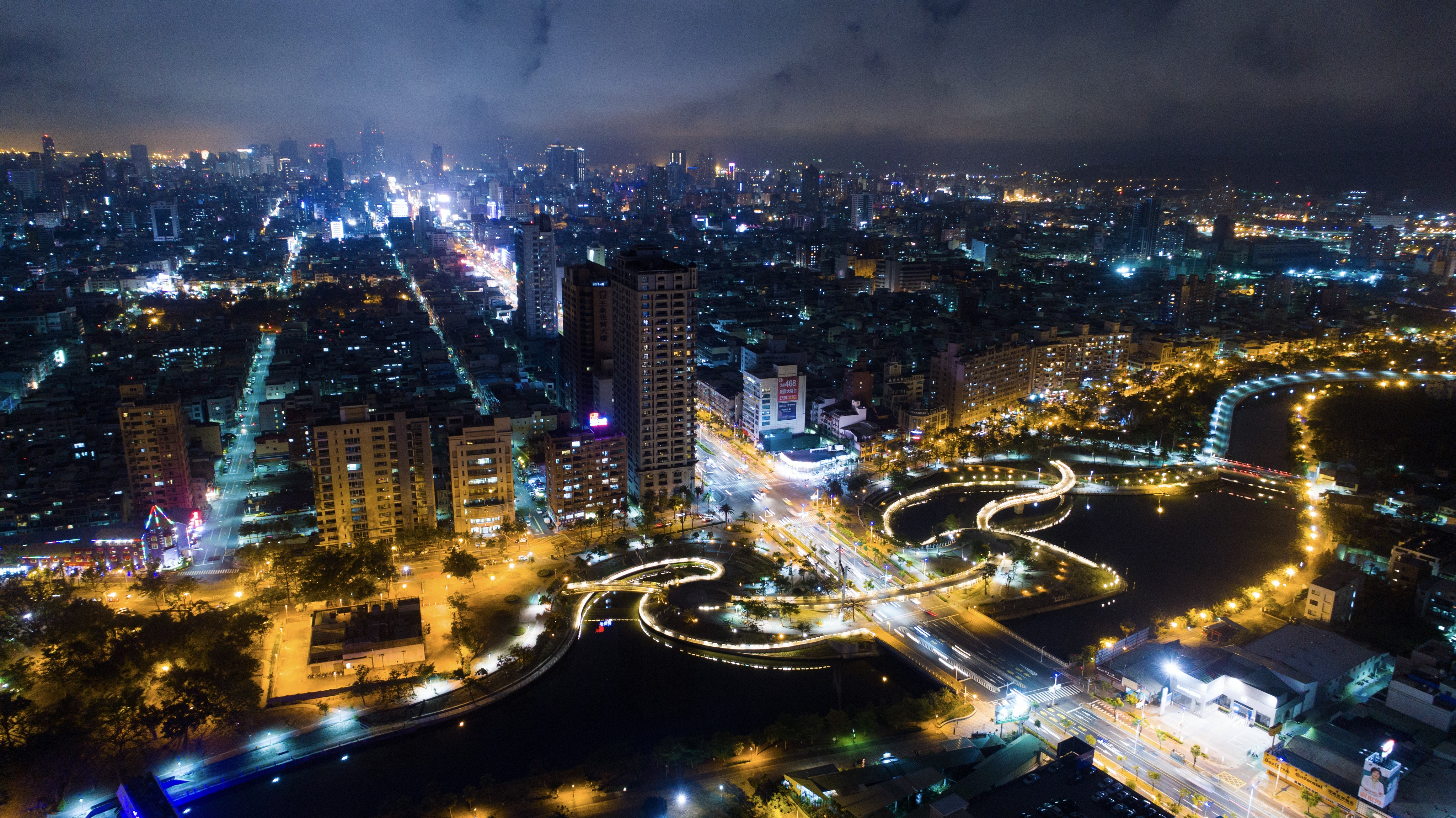
高雄市愛河之心
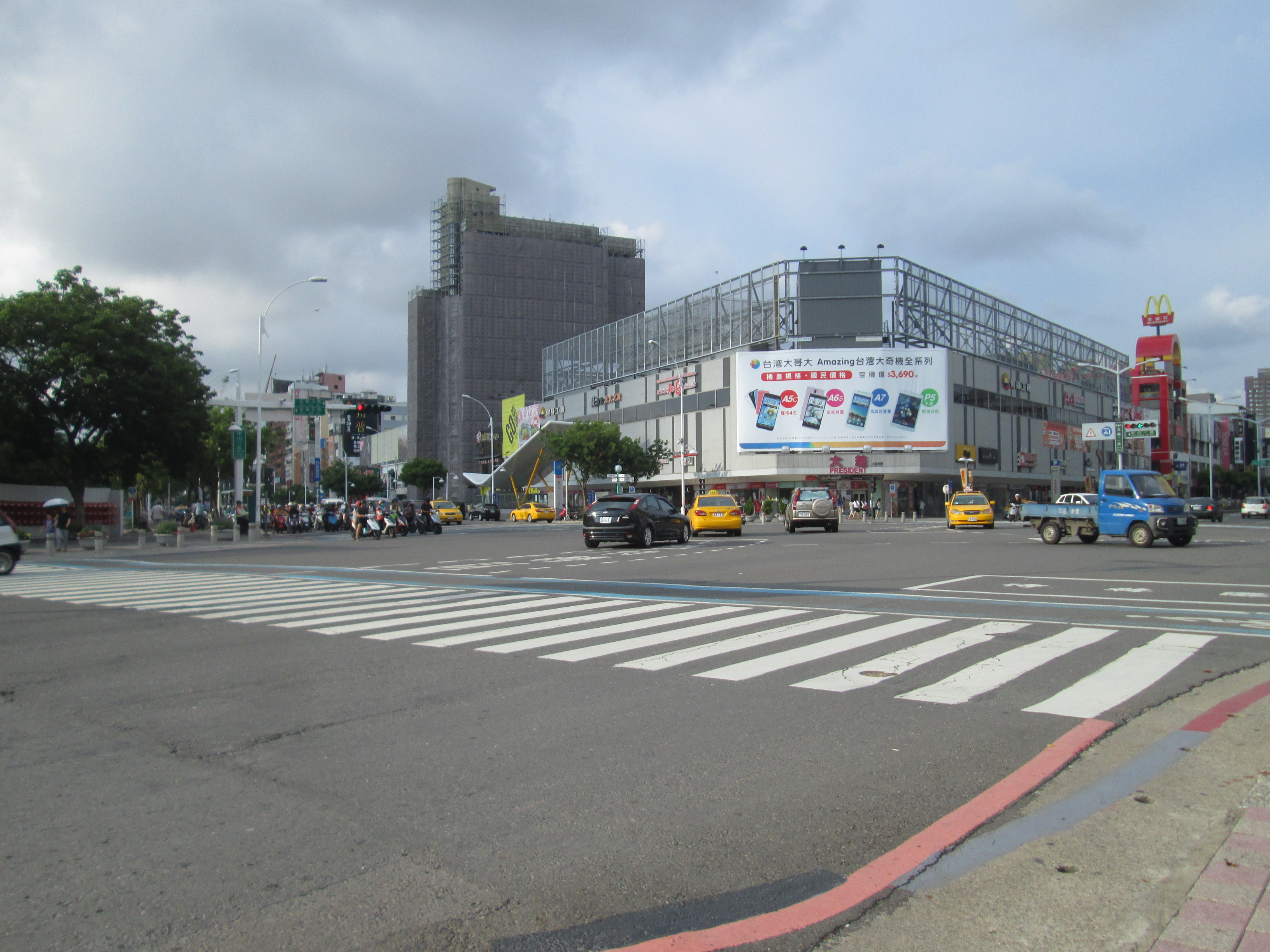
高雄市中央公園
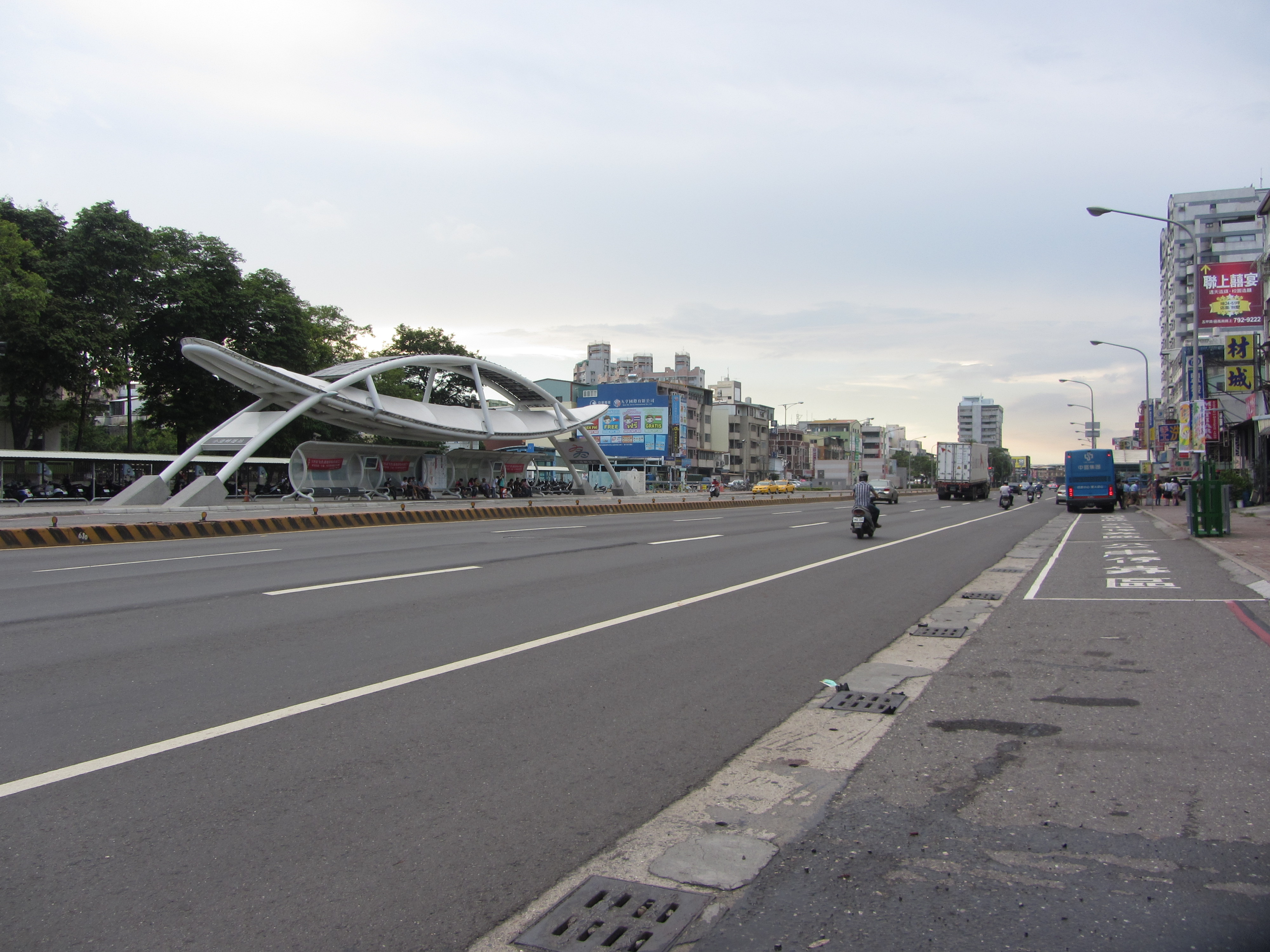
台17線沿海一路（高雄市小港区）

- 枋寮郷 - 台東県太麻里郷：台9線（南廻線による鉄道利用で大型車の通行が多く、地形も急峻な南迴公路を回避することも推奨されている）

枋山郷の南迴公路起点
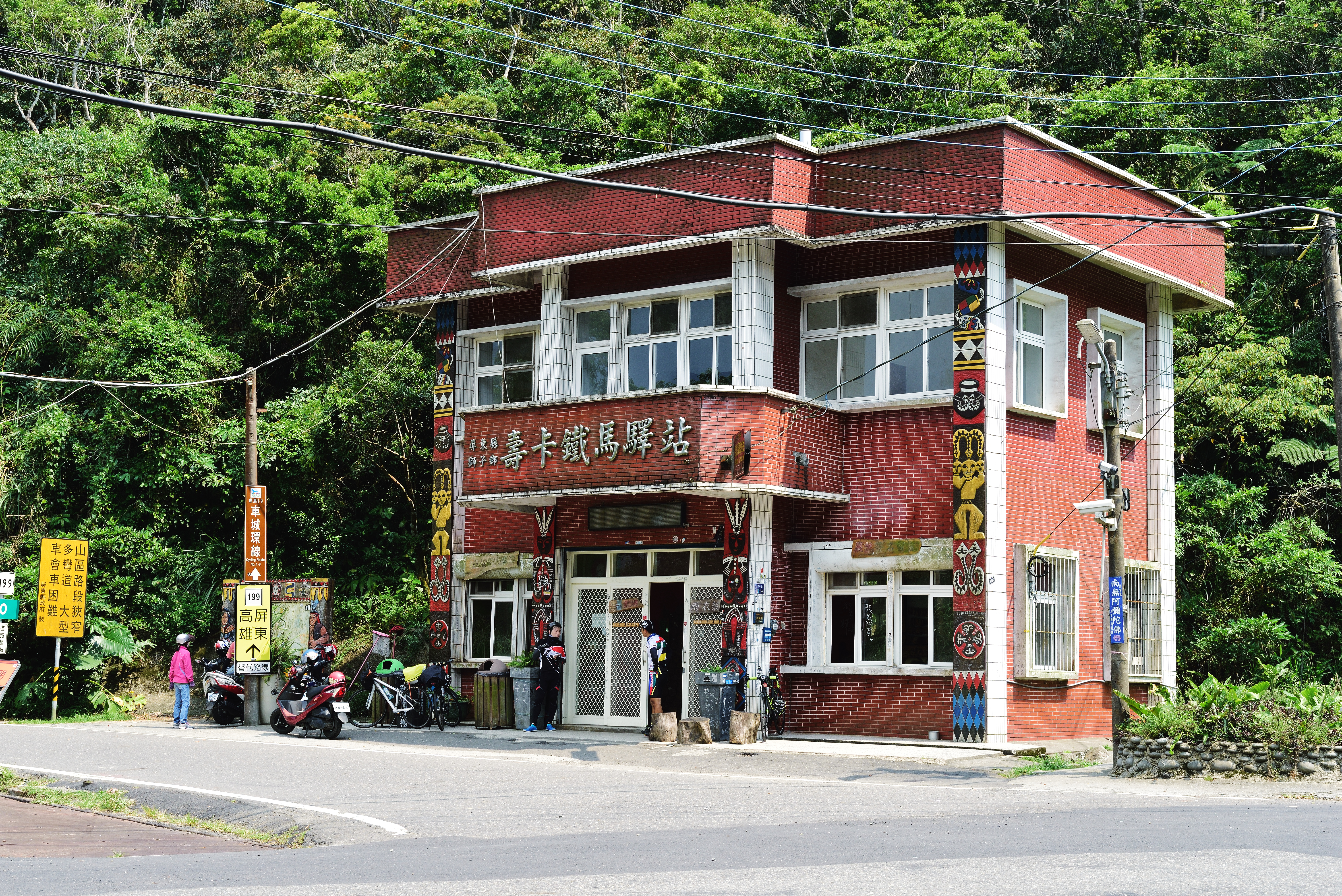
屏東県と台東県の県境「寿峠」にあるCRS
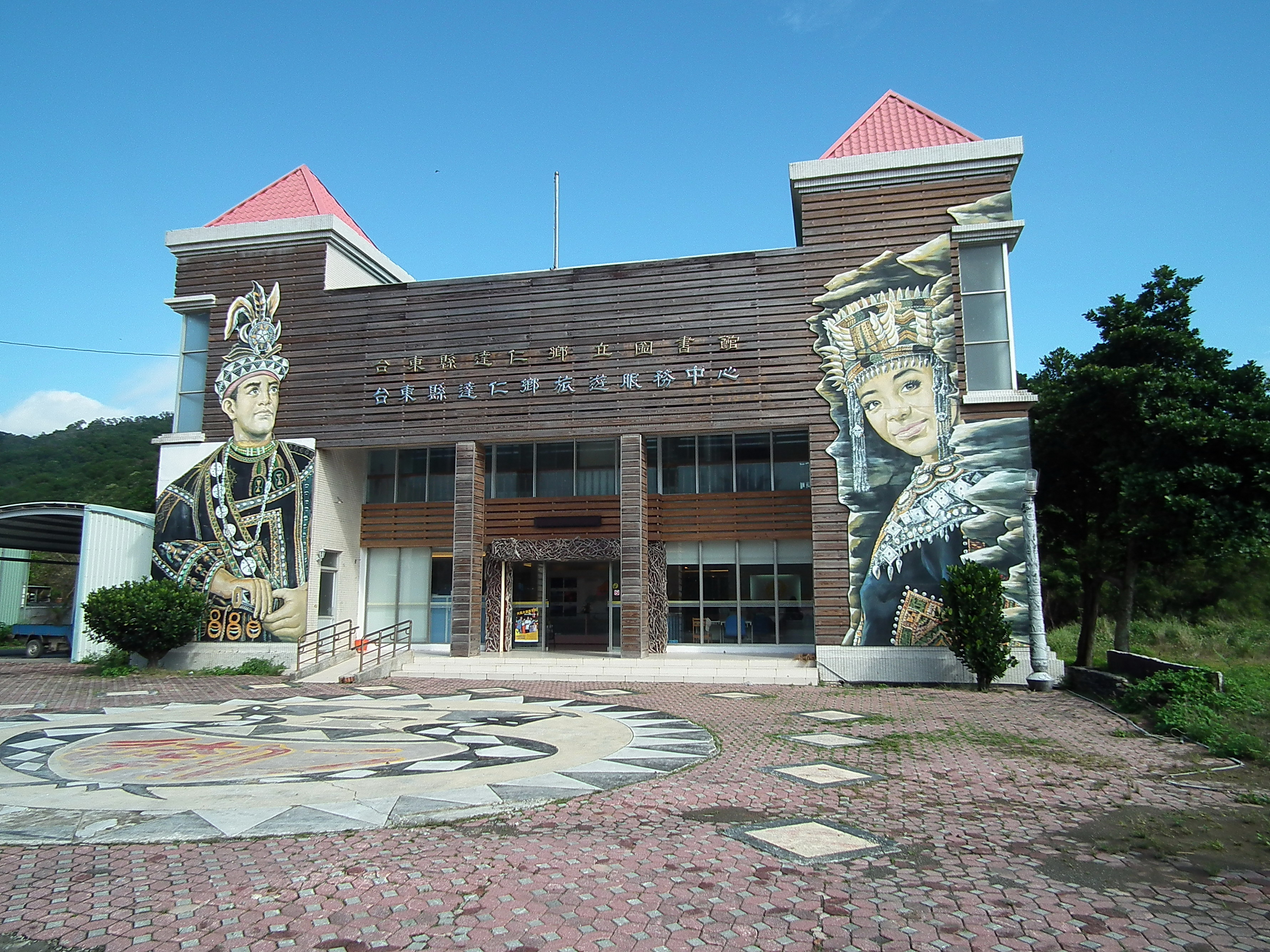
台9線達仁旅遊服務中心（達仁郷）
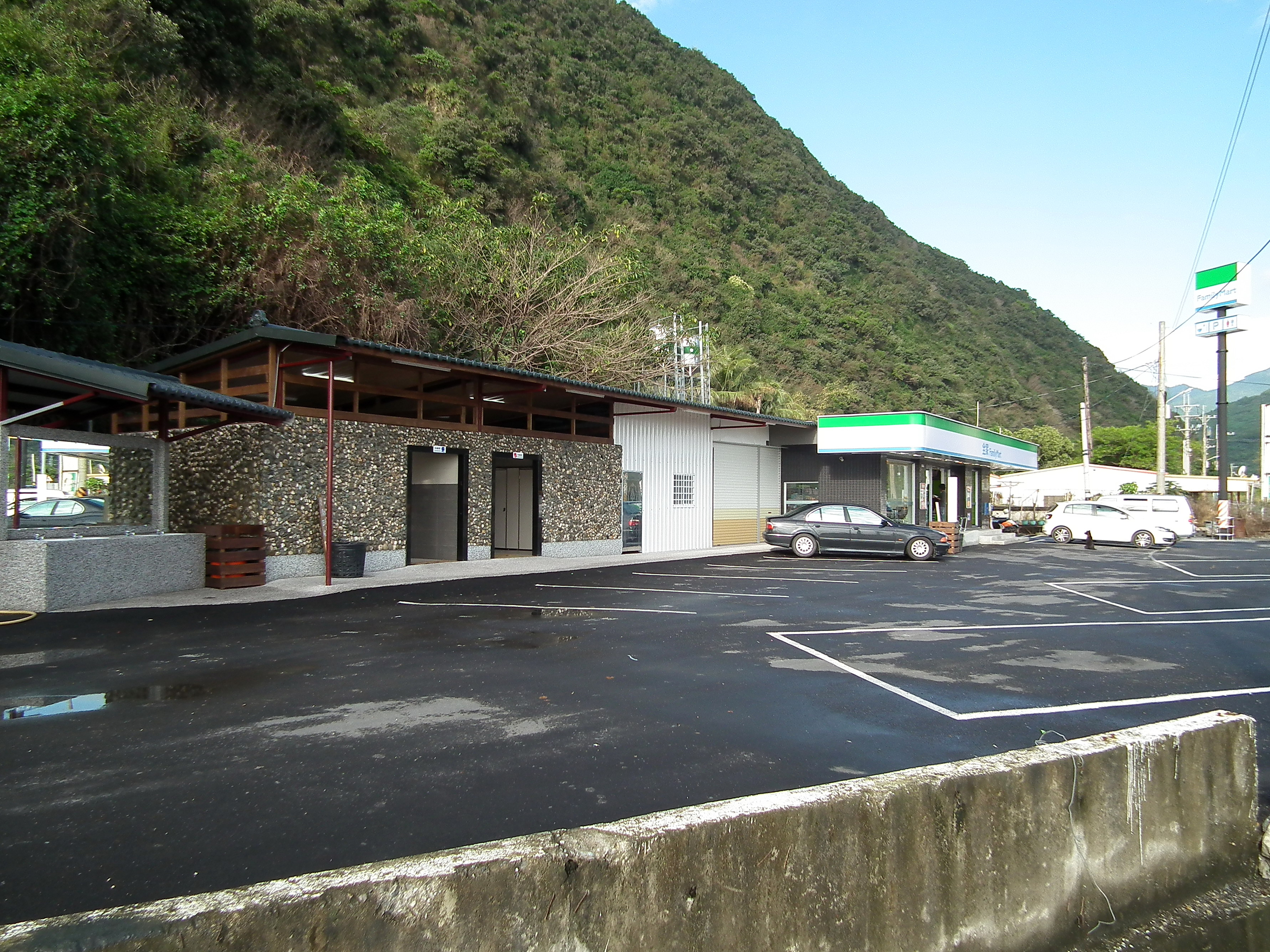
貴重な補給地点となるファミリーマート台東大竹店（大武郷）
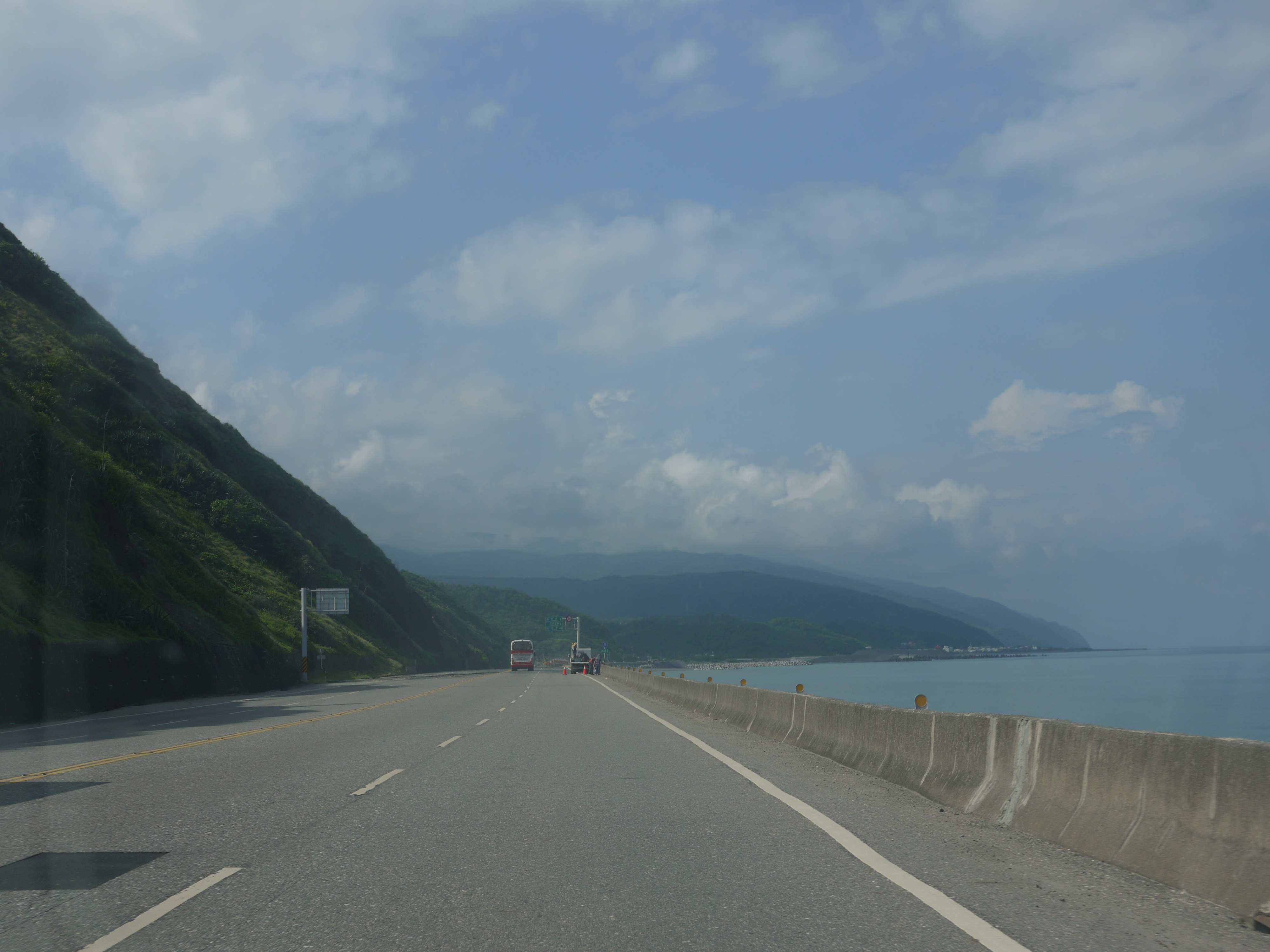
大武郷の南迴公路
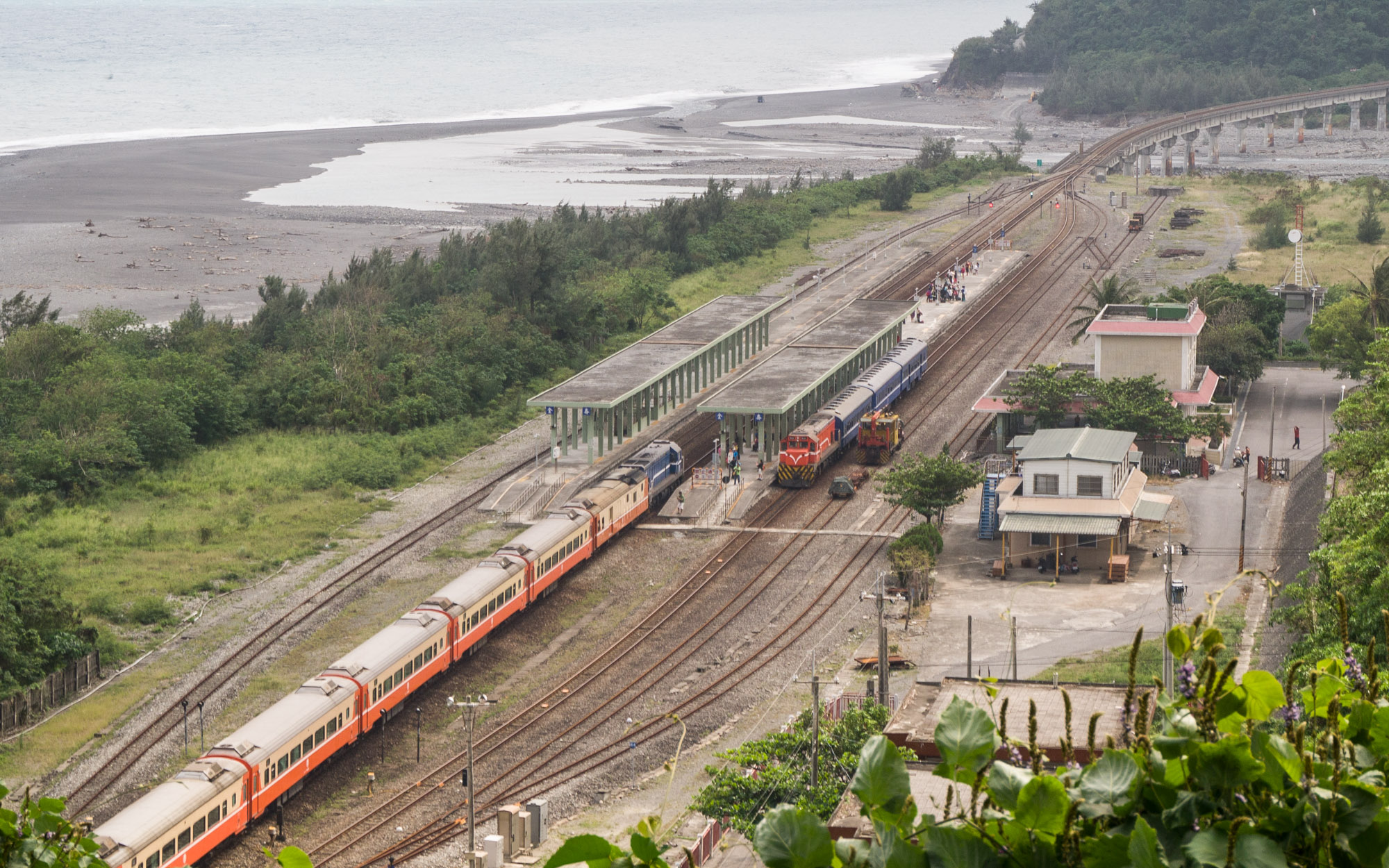
路上から俯瞰する南廻線金崙駅（太麻里郷）

- 太麻里郷 - 花蓮県玉里鎮：台9線

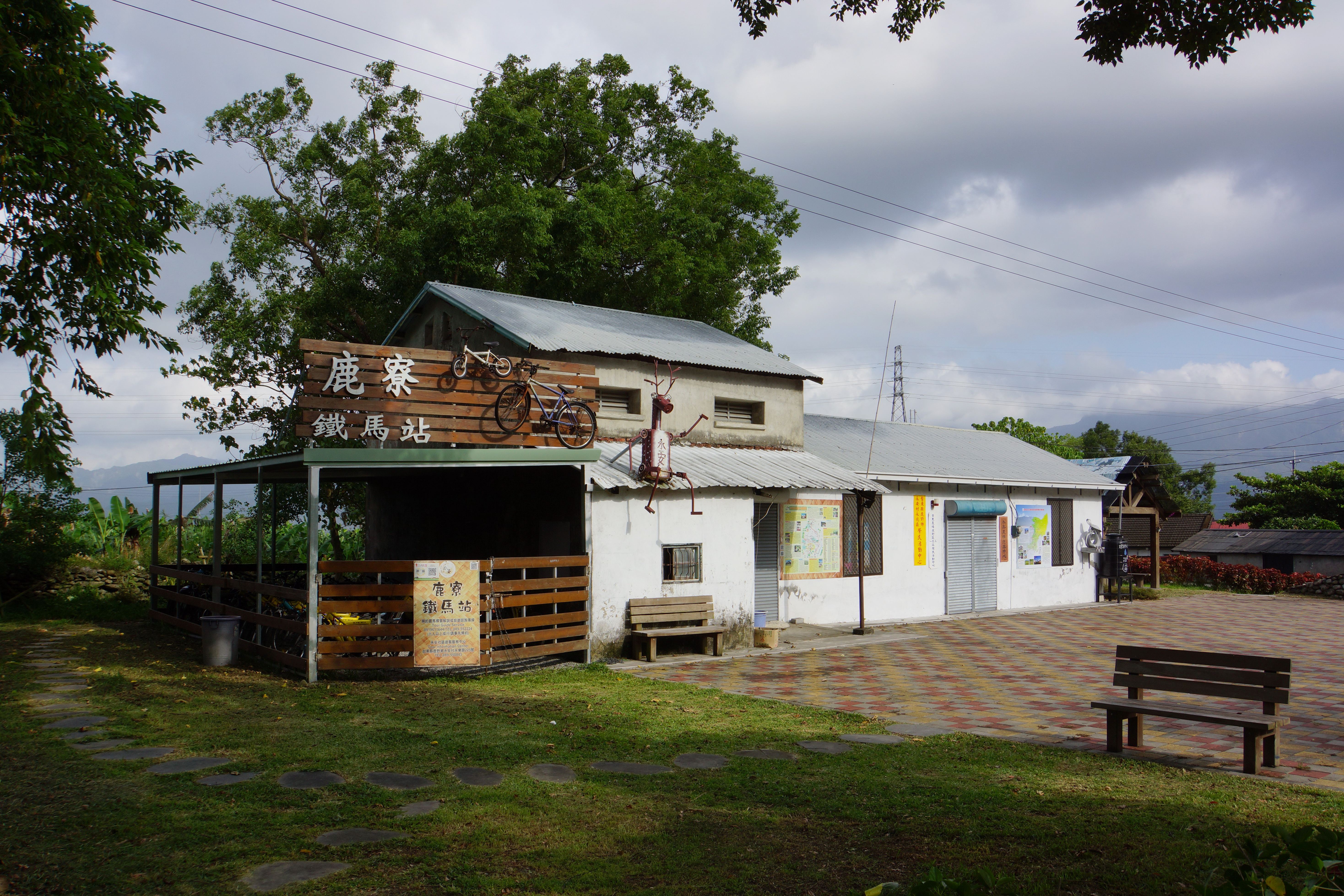
台東県延平郷の鹿寮CRS
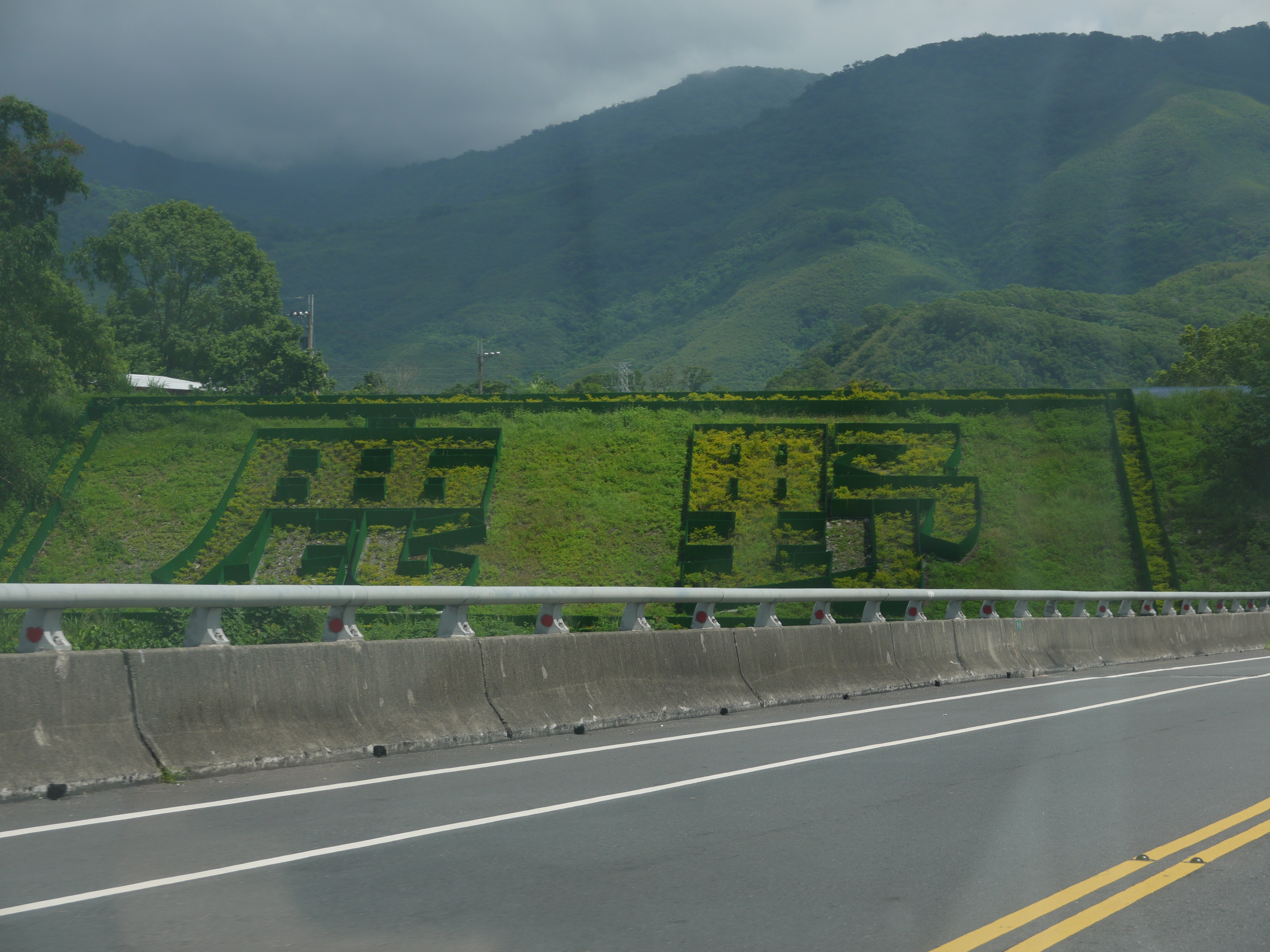
鹿野郷
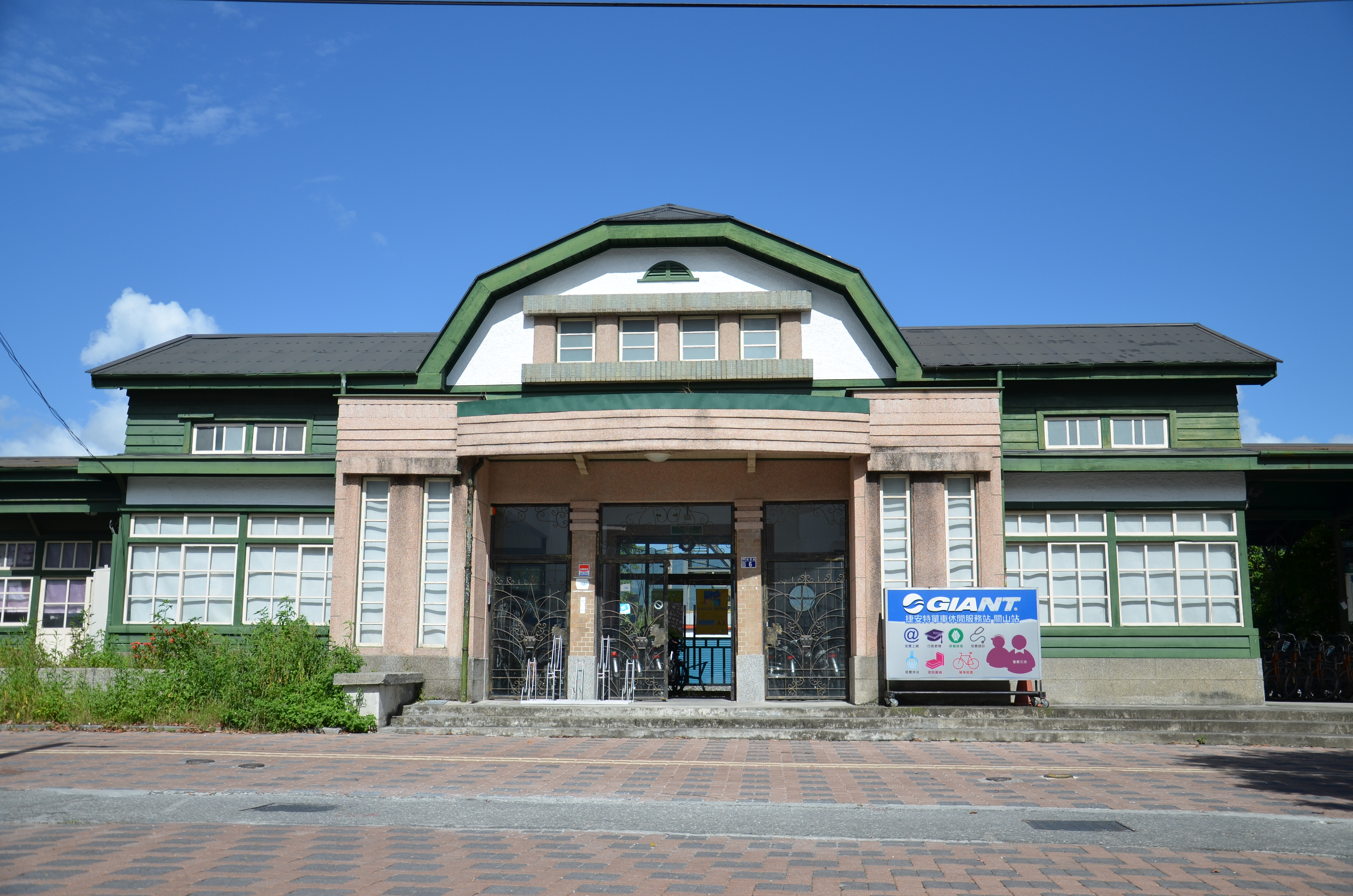
台東県関山駅旧駅舎にあるジャイアントのレンタルステーション併設CRS
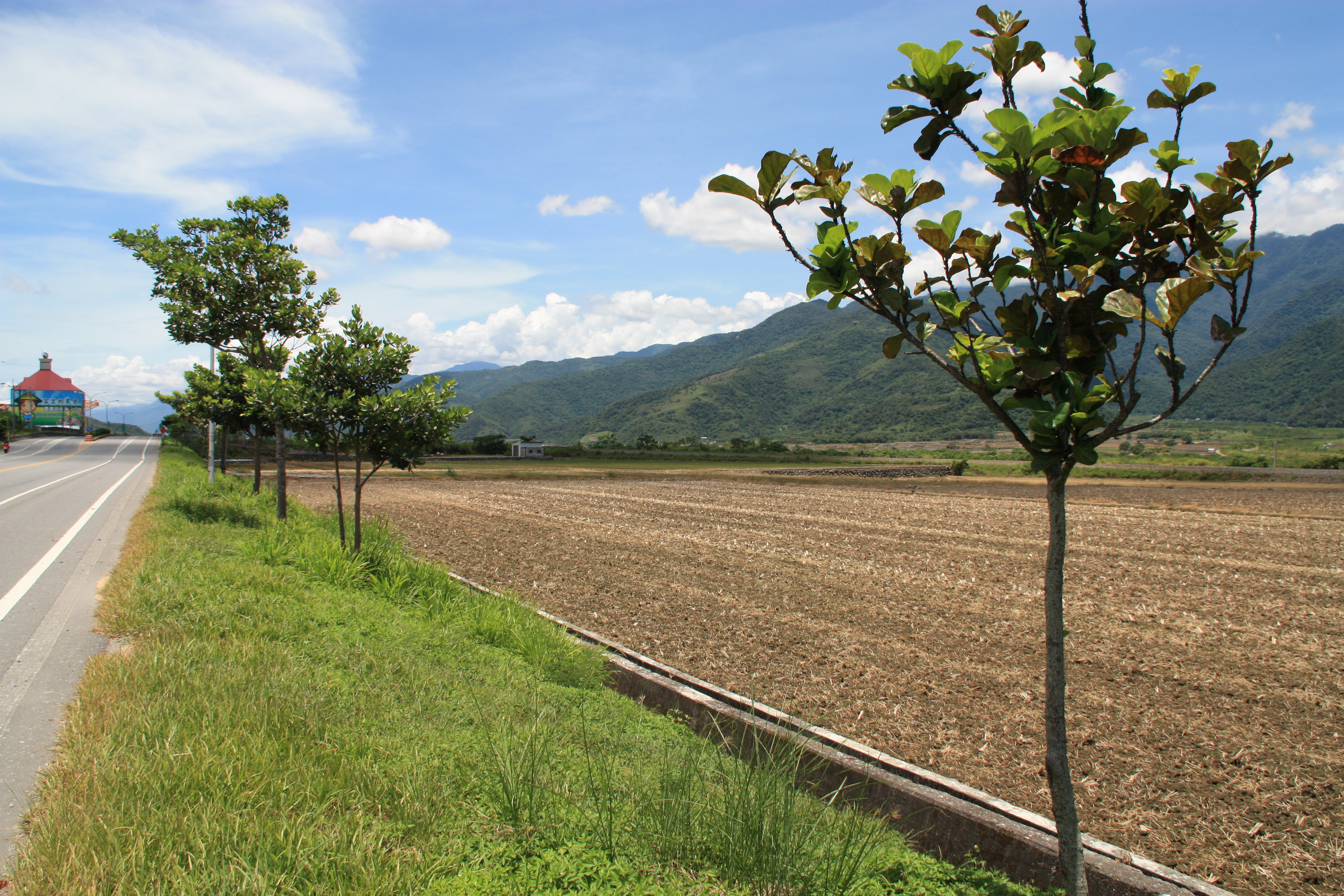
富里郷

- 玉里鎮 - 瑞穂郷 - 寿豊郷：台9線

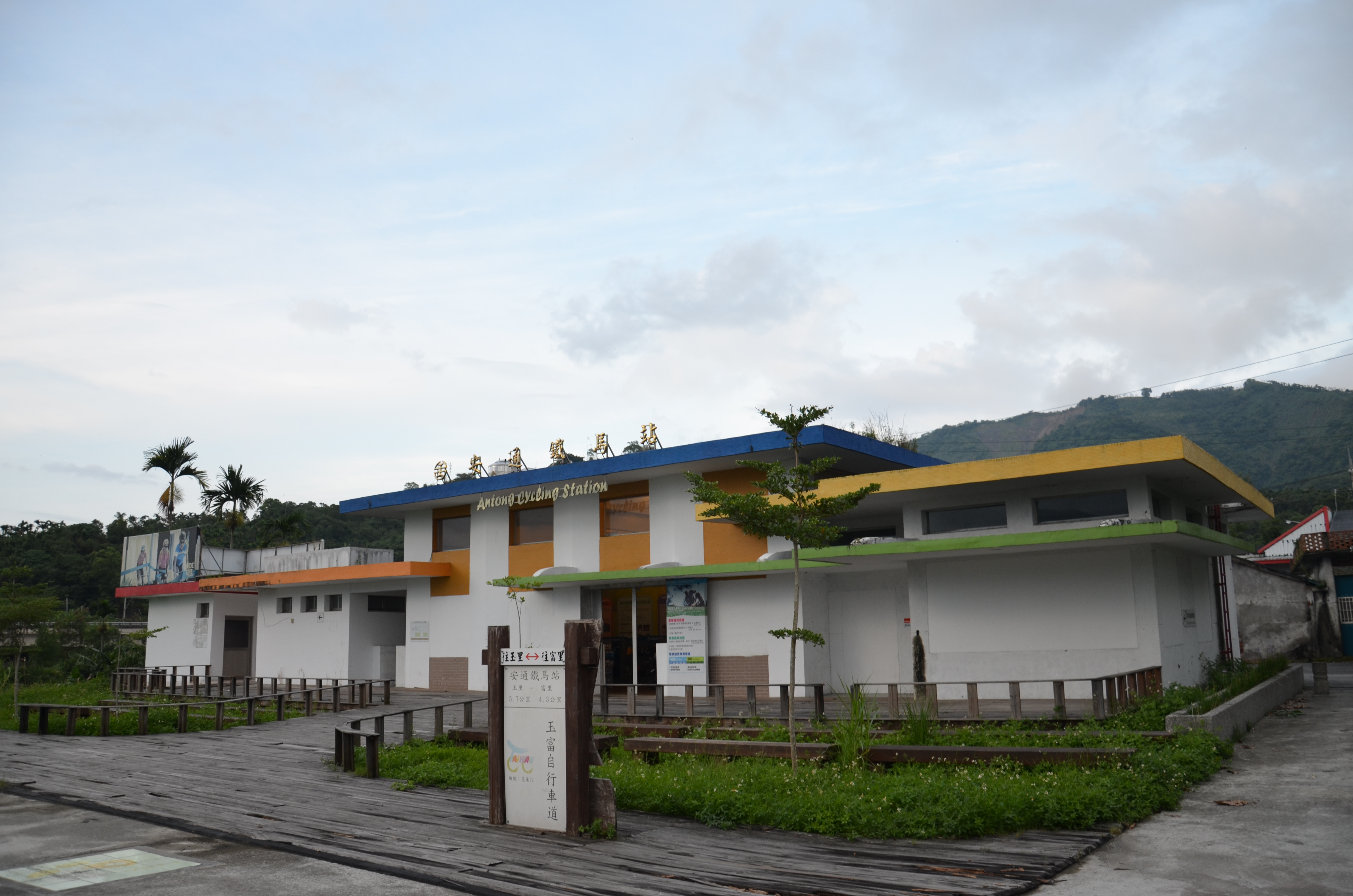
廃止された駅舎がCRSとして利用されている旧安通駅
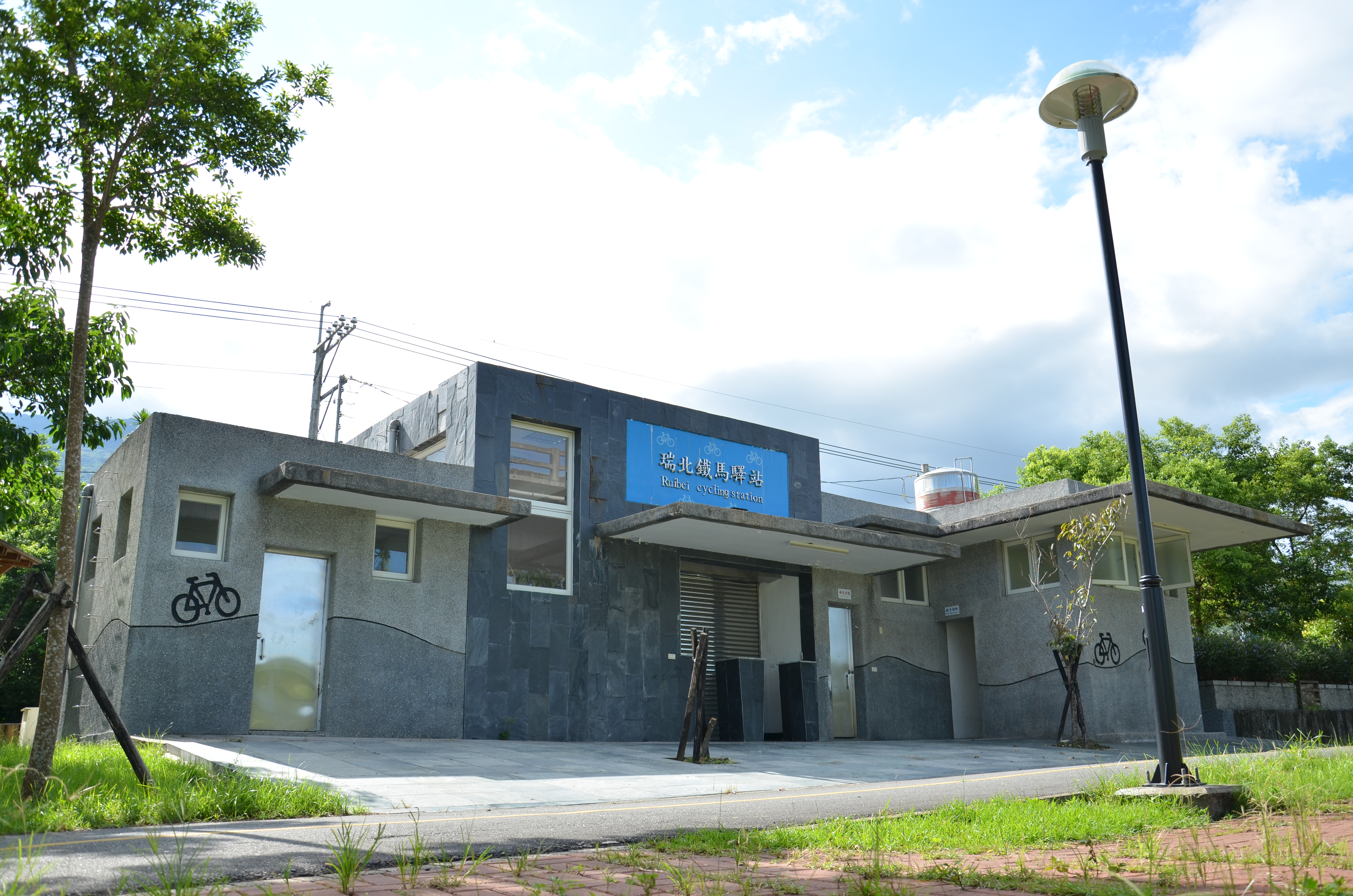
廃止された駅舎がCRSとして利用されている旧瑞北駅

- 寿豊郷 - 吉安郷：台11丙
- 吉安郷 - 新城郷：両潭自行車道+台9線
- 新城郷 - 宜蘭県蘇澳新駅：北廻線による鉄道利用で大型車の通行が多く、地形も急峻な蘇花公路を回避することも推奨されている。
- 新城郷 - 宜蘭県冬山郷 - 五結郷：台9線+冬山河自行車道
- 五結郷 - 頭城鎮 - 外澳里 - 石城里 - 福隆：台2線+外澳海堤+台2線+旧草嶺自行車道

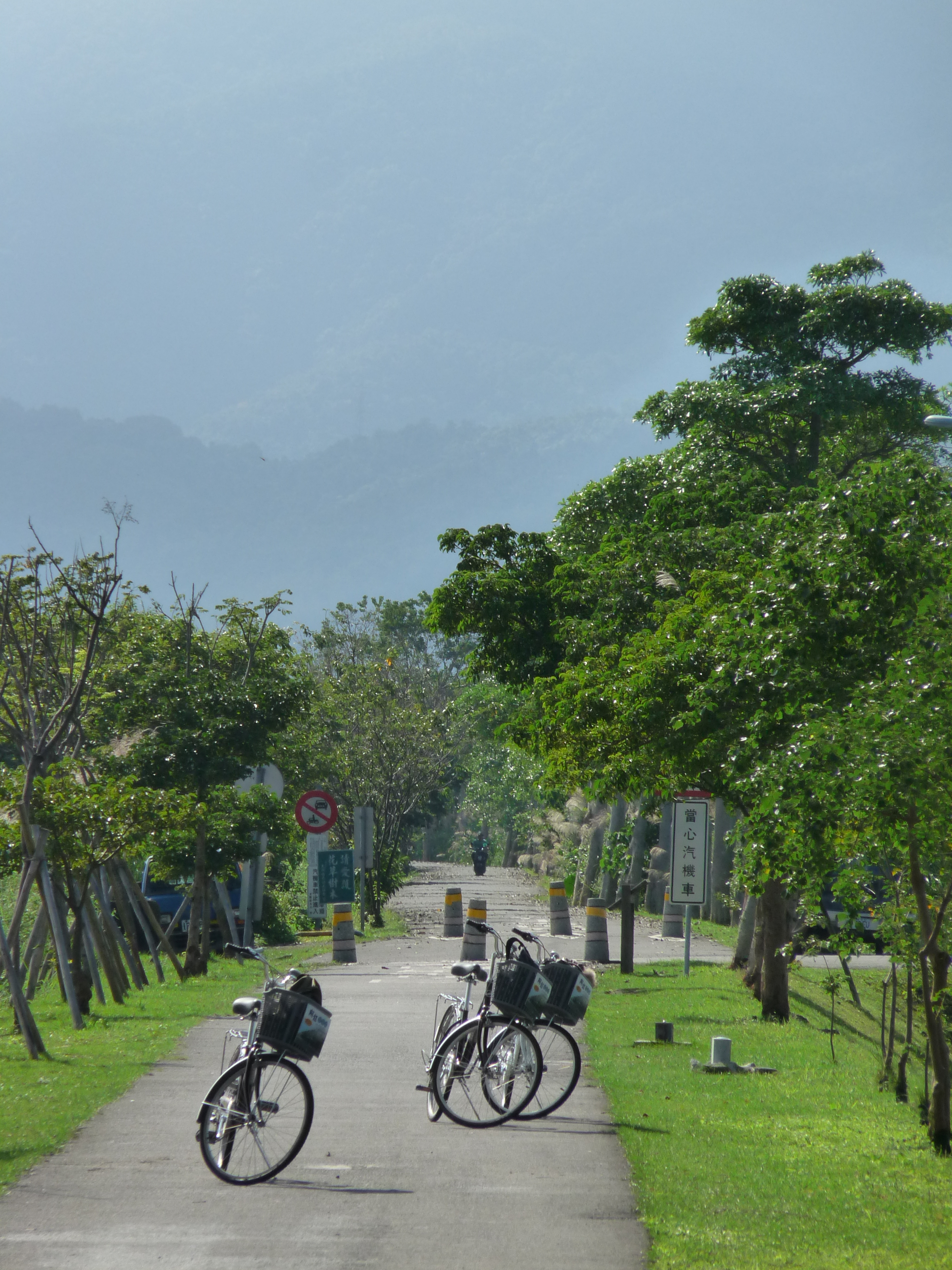
冬山河自行車道
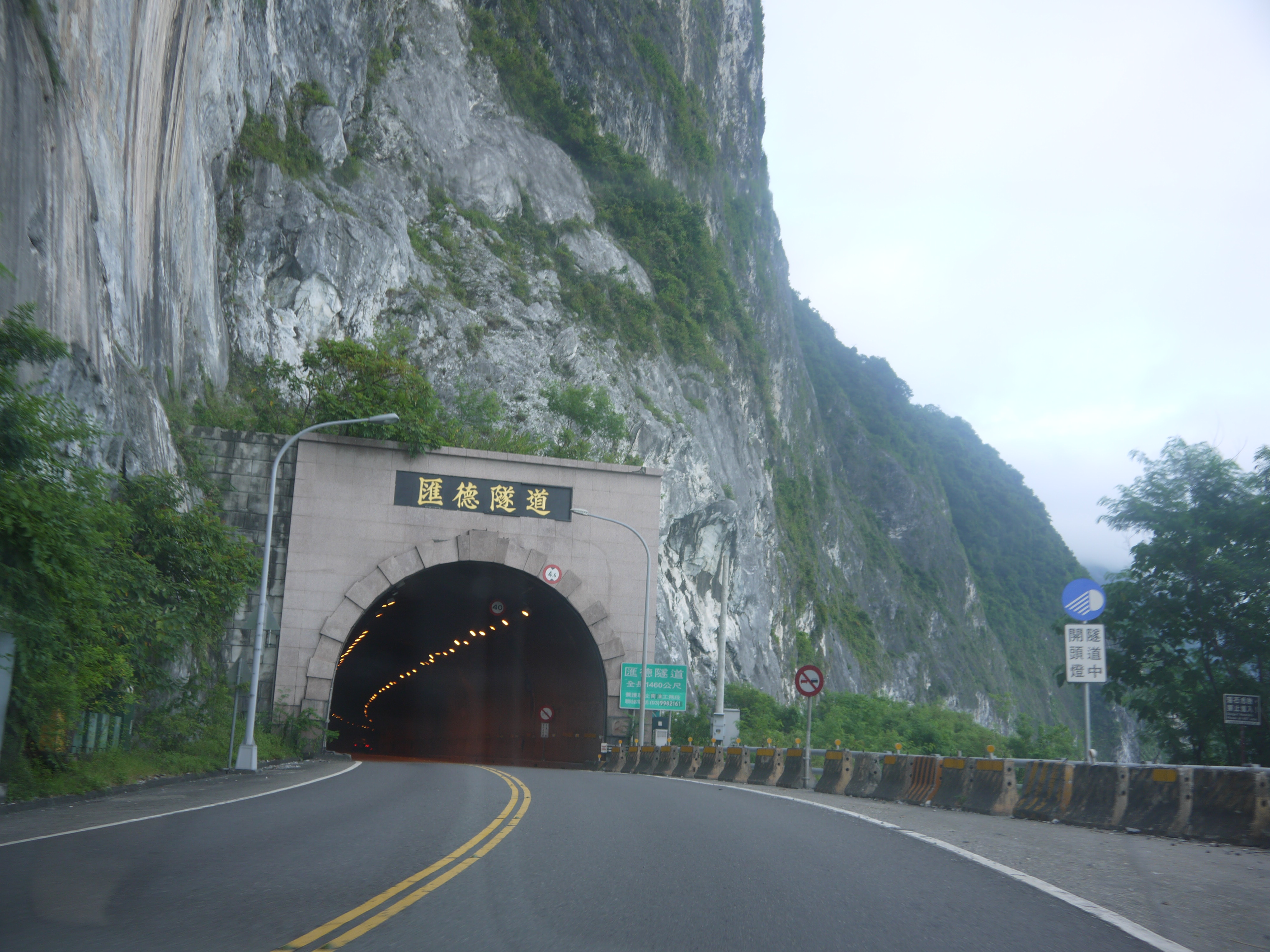
蘇花公路
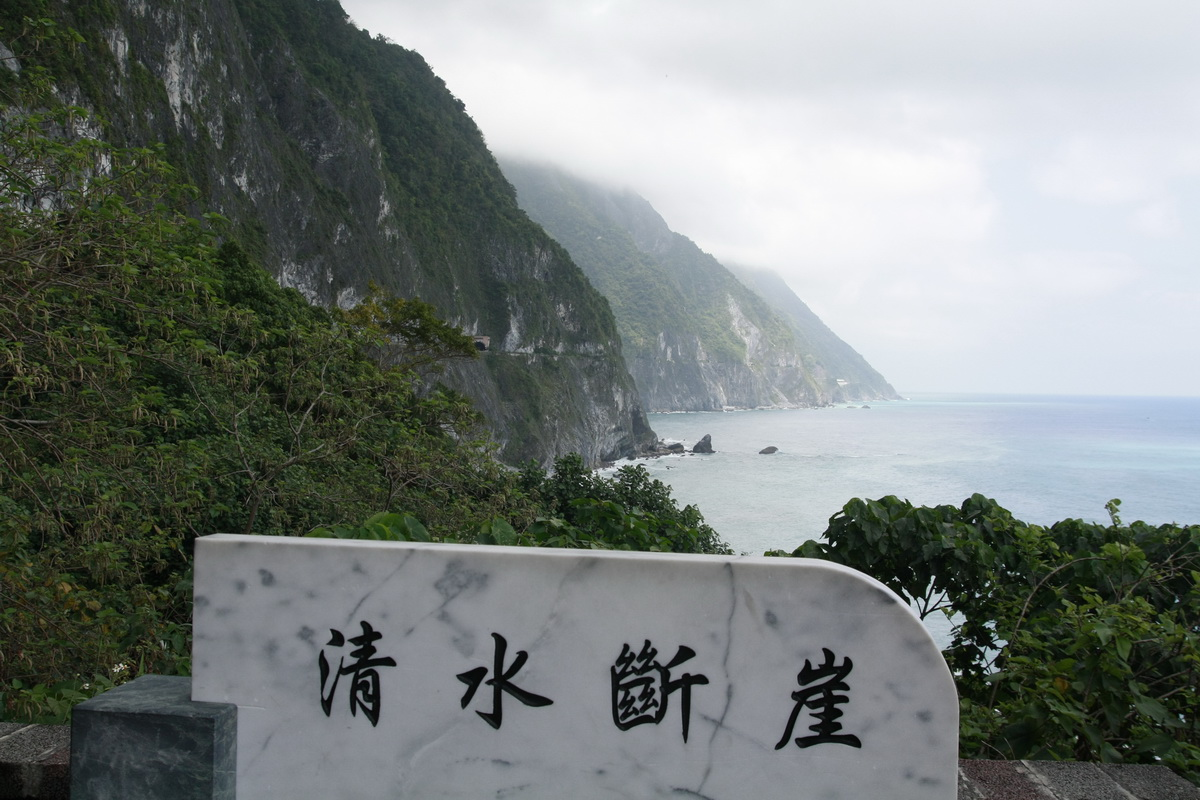
清水断崖
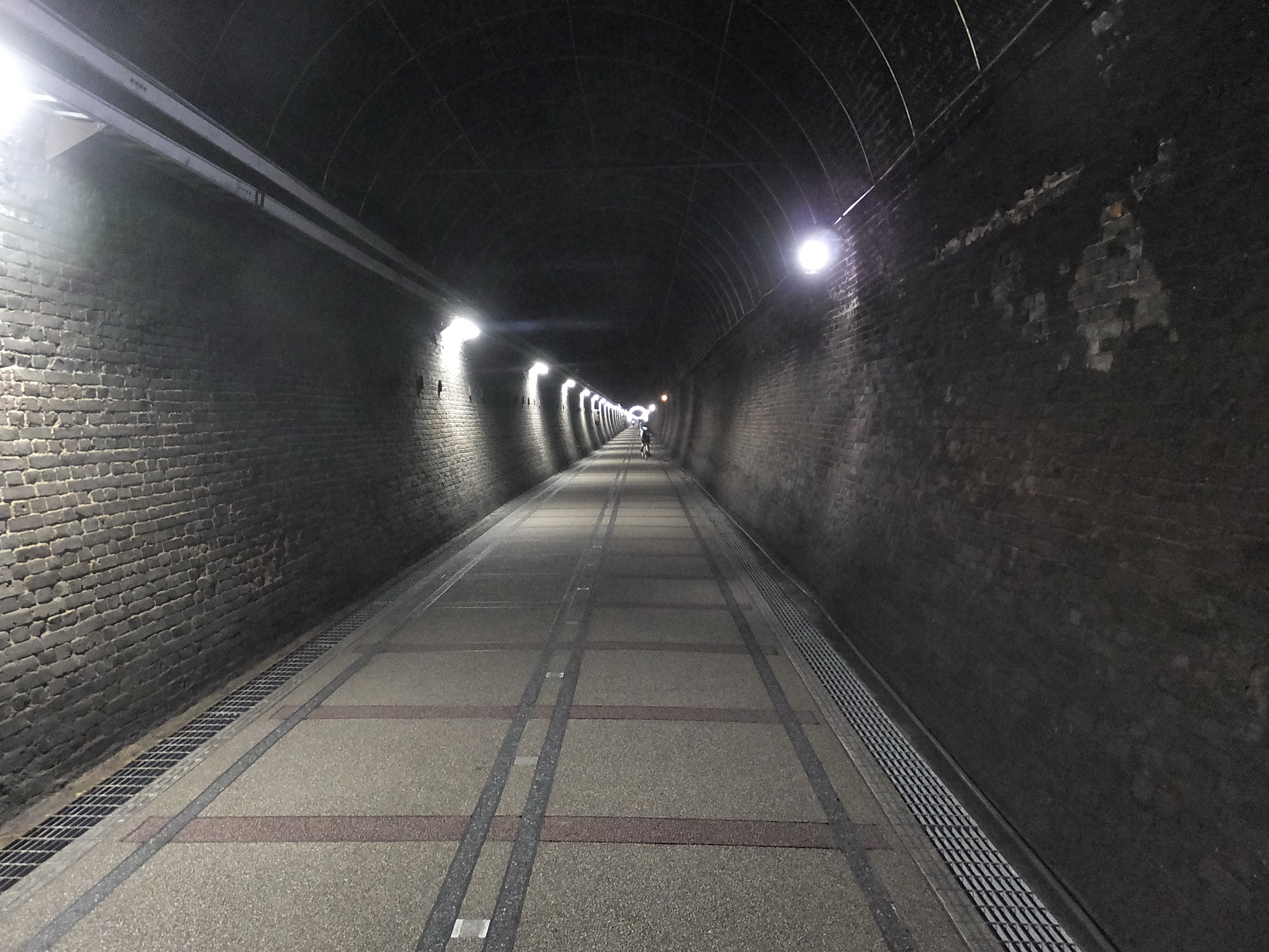
旧草嶺トンネル（宜蘭県）

- 福隆 - 基隆市暖暖：台2線+台2丙[14]

### 支線

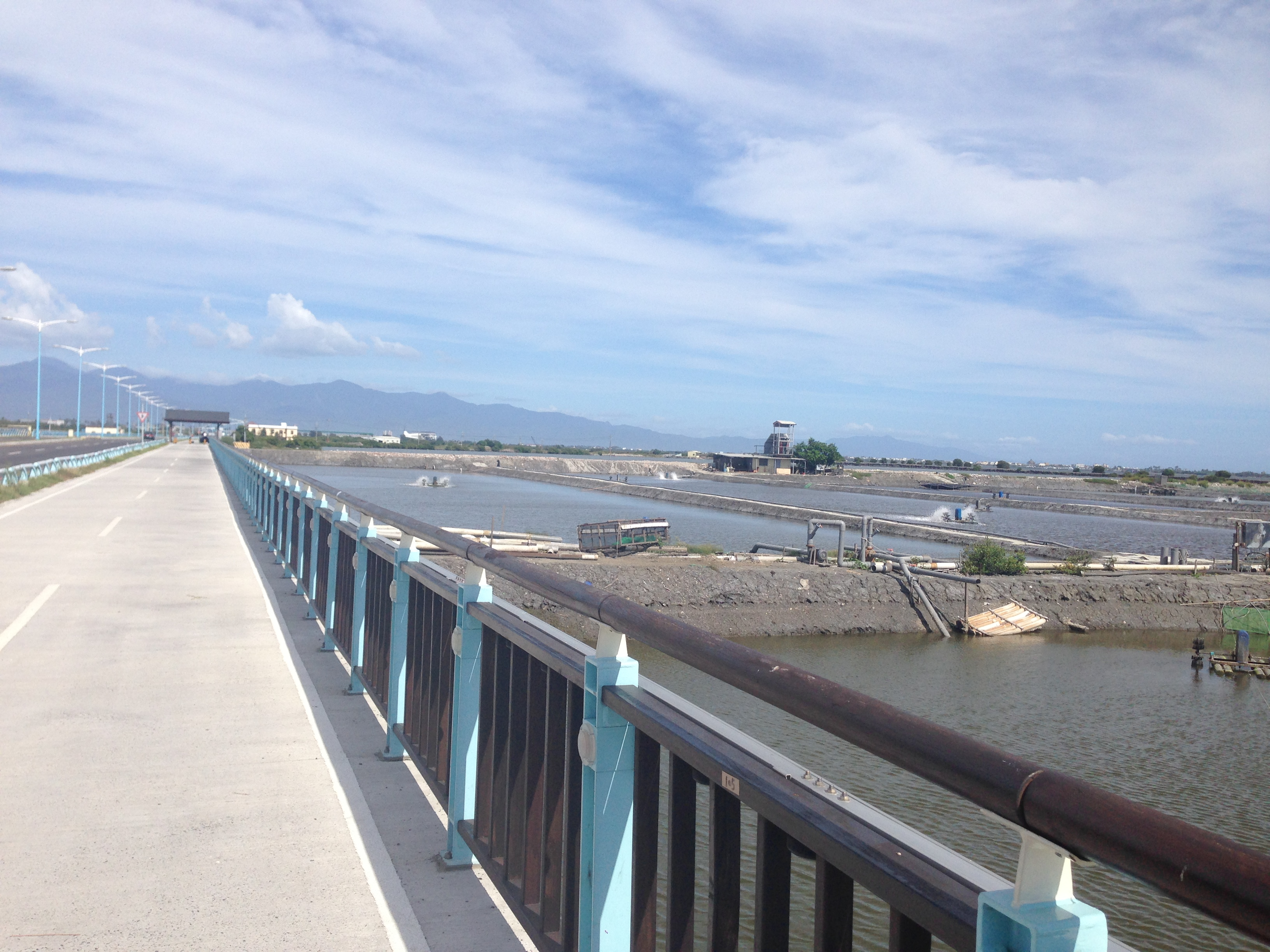
大鵬湾環湾自行車道（東港鎮）
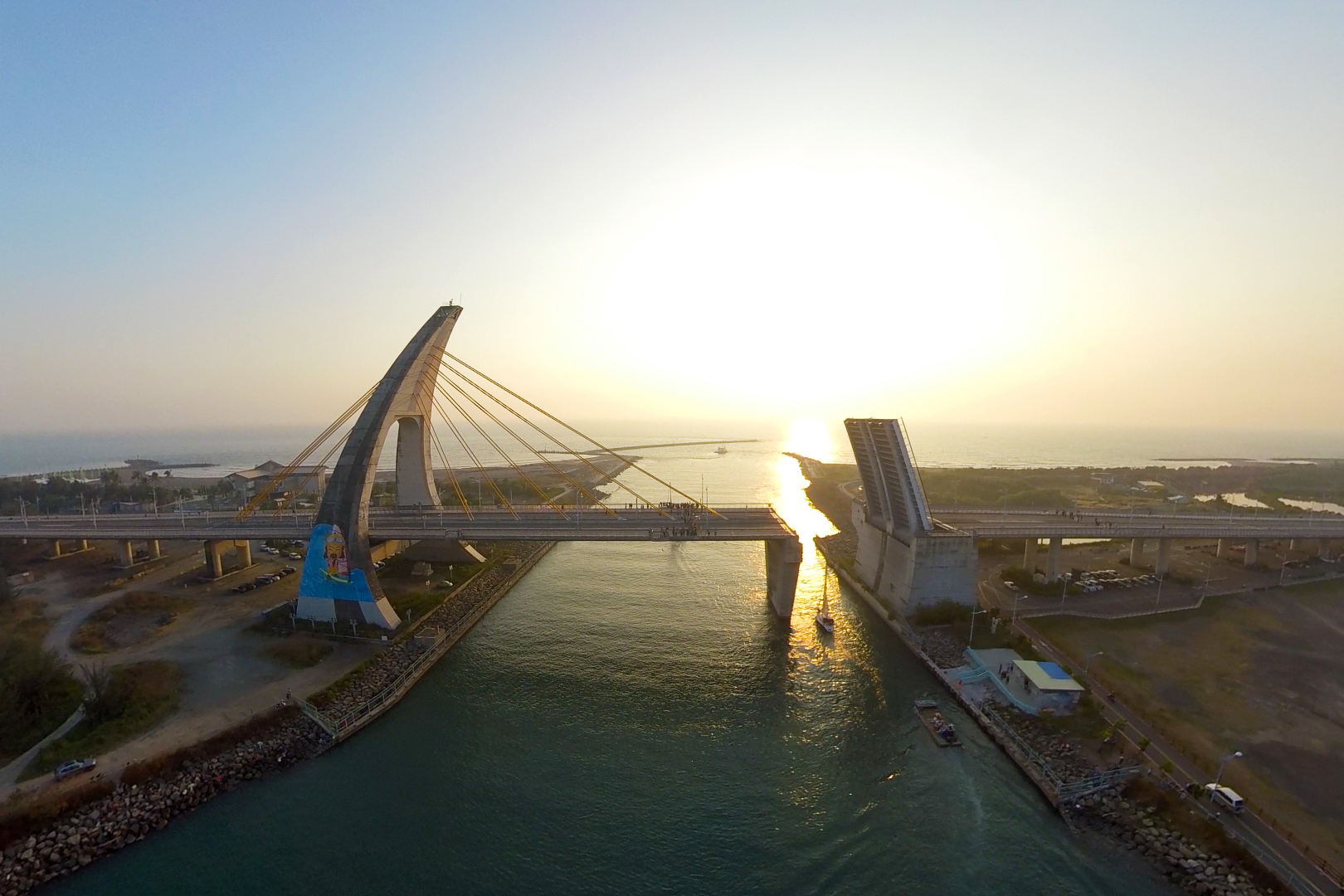
大鵬大橋

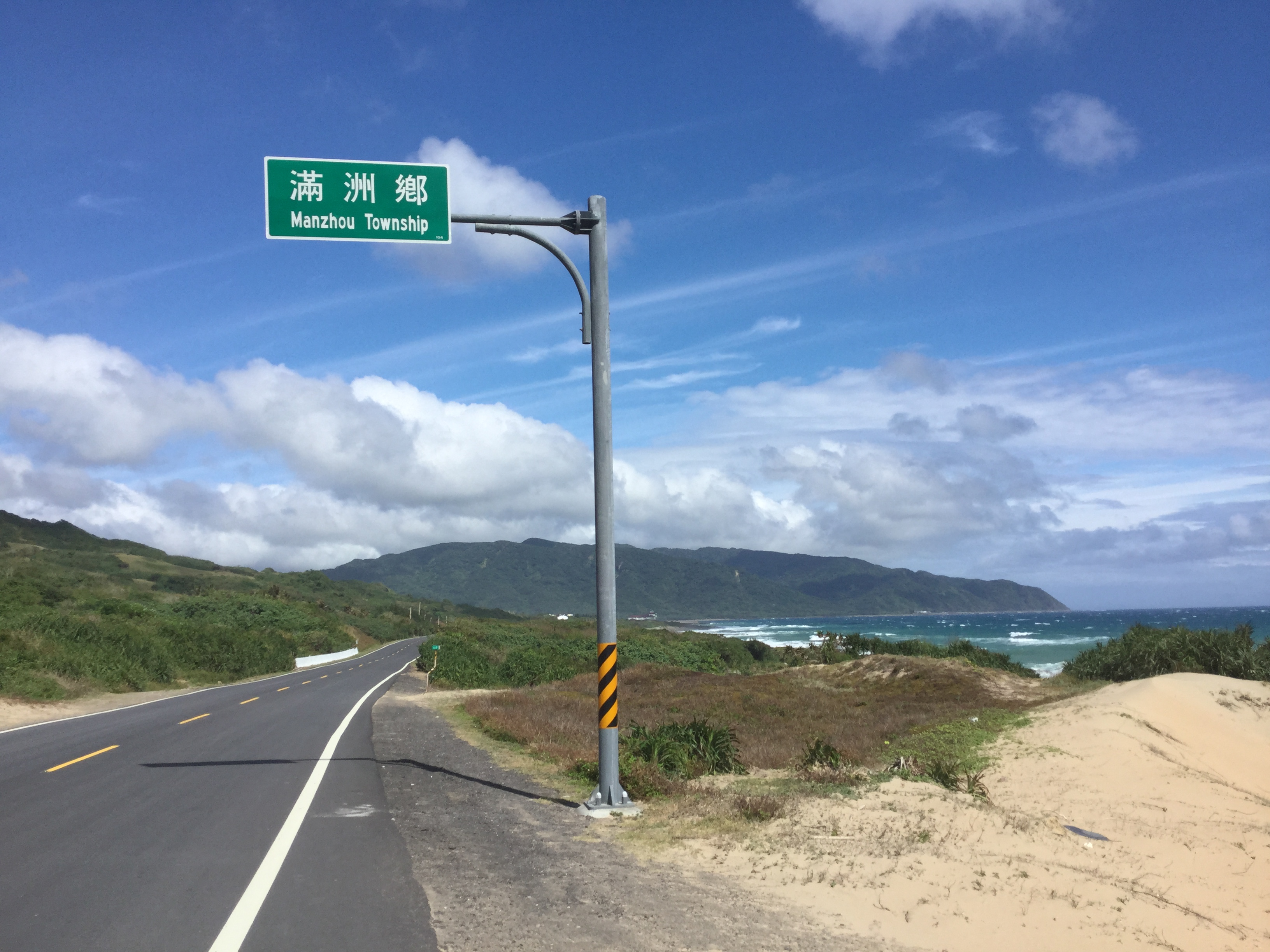
佳鵝公路（満州郷）
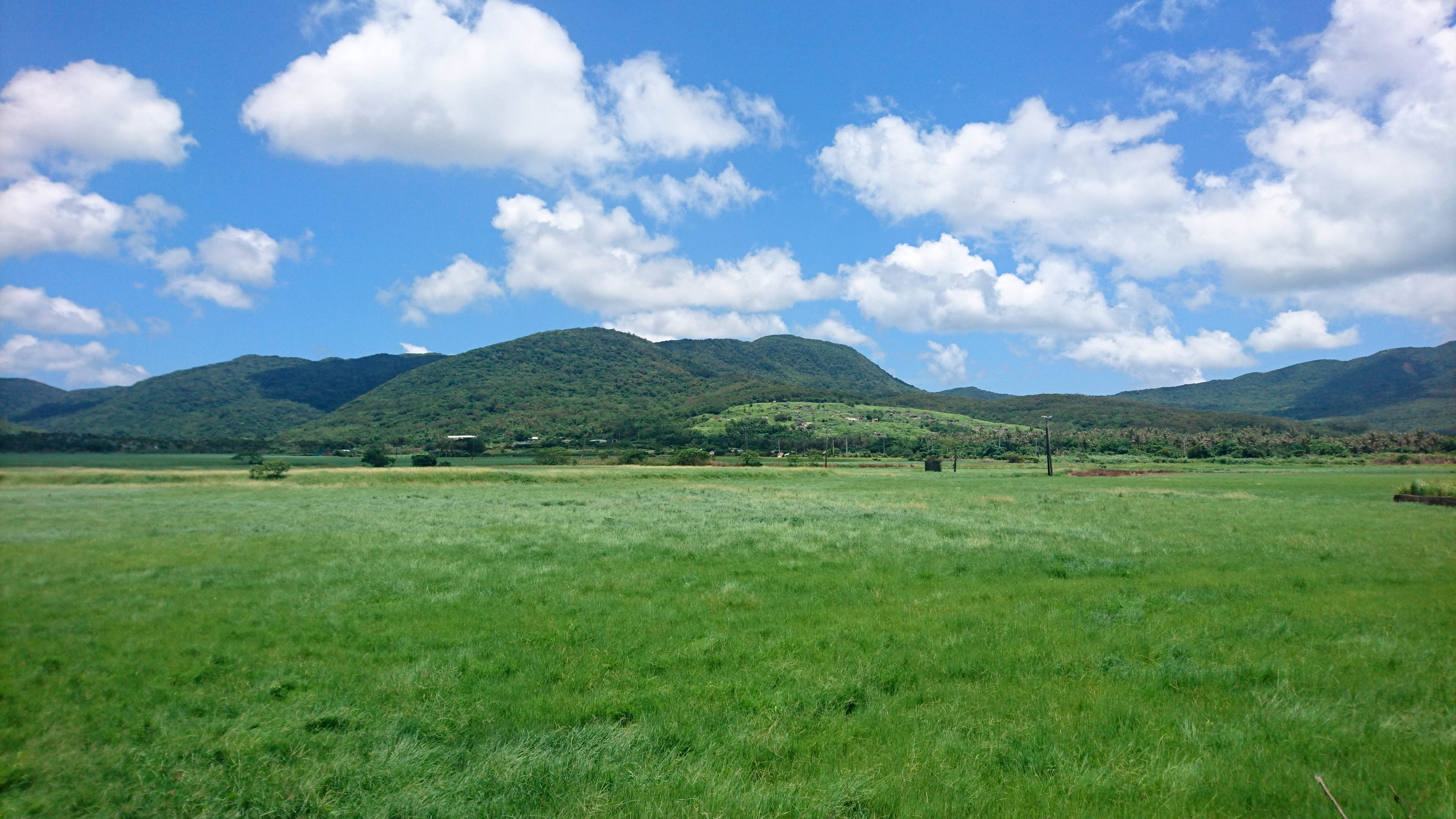
県道200号（満州郷）
台199甲線（牡丹郷旭海村）

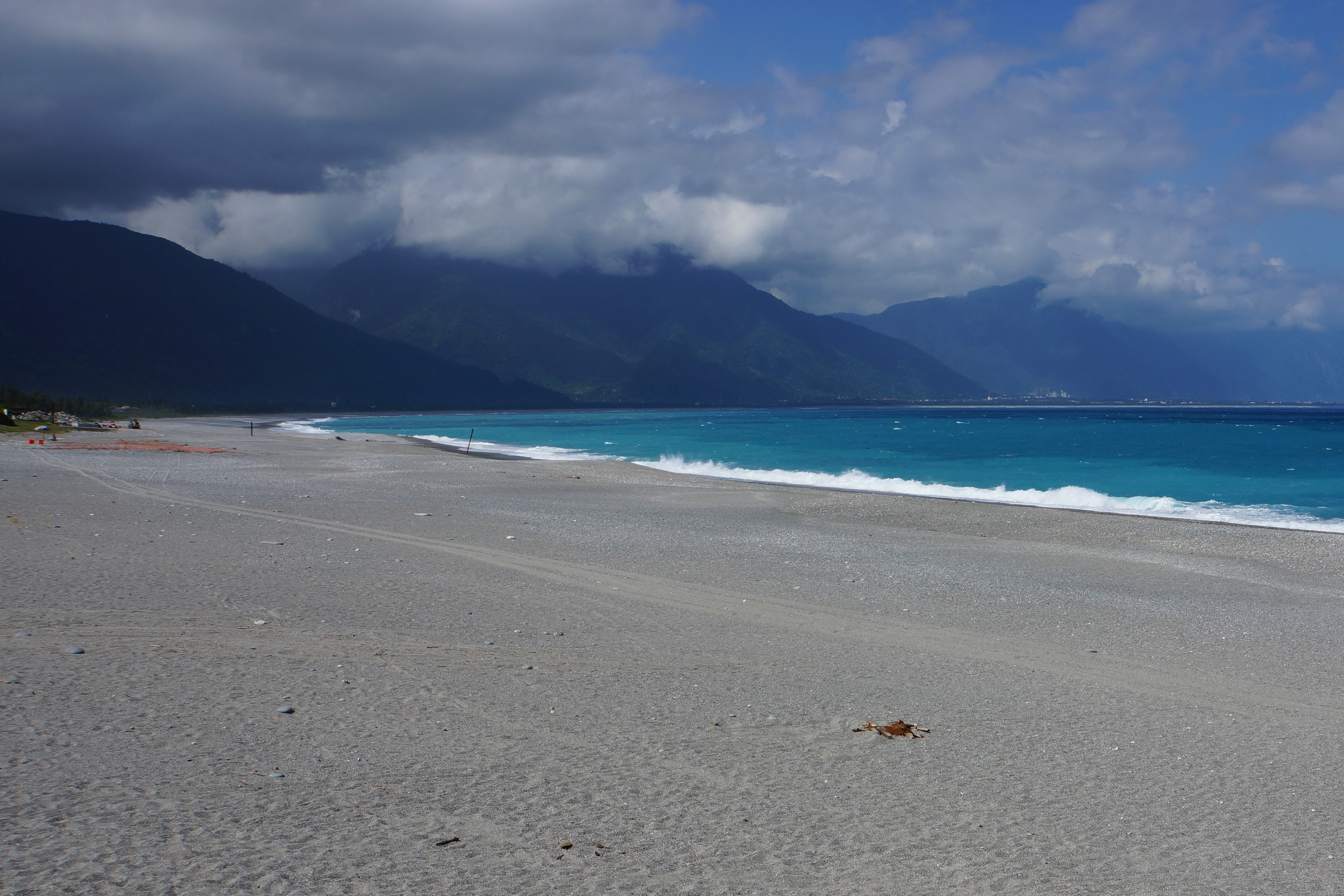
県道193号七星潭
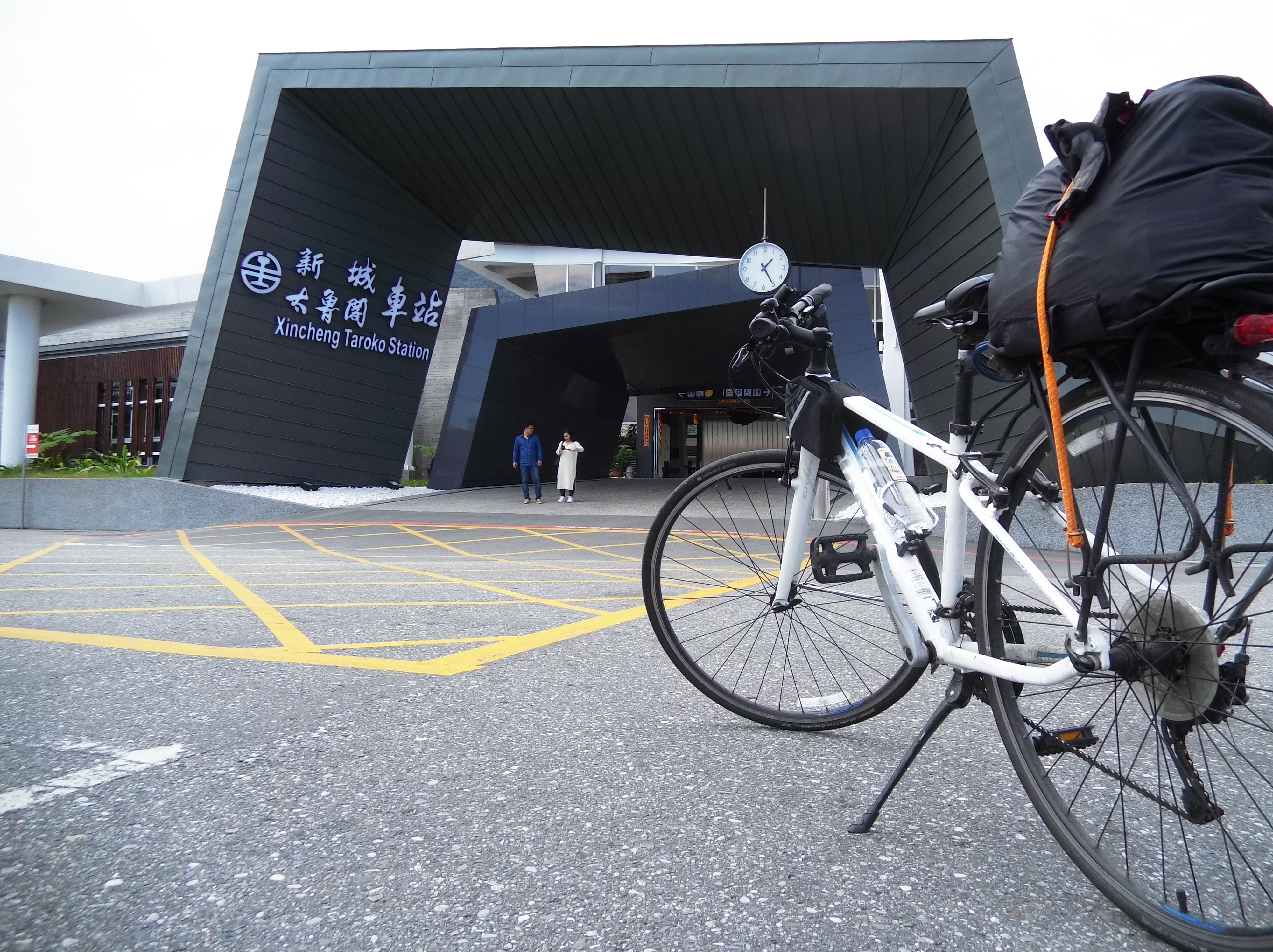
新城（太魯閣）駅

環1-1：北台浜海環線
基隆市を起点に北西部海岸沿いに野柳風景特定区、白沙湾、淡水区、関渡、八里区を経て台61線で新竹市香山区に至る。
環1-13：関渡碧潭支線
関渡 - 淡水河右岸自行車道 - 大稲埕 - 環島1号 - 新店渓右岸自行車道 - 碧潭（新店区）
環1-24：北部縦貫環線
淡水河左岸自行車道 - 台北橋 - 台1線 - 頭前渓（新竹県）
環1-2：内山環線
台中市台1乙→新烏日駅 - 台3線 - 東豊自行車緑廊 - 台3線 - 台3乙（苗栗県）
環1-25：中彰投環線
台中駅 - 台3線 - 霧峰区 - 台14乙 - 県道139号 (台湾) - 八卦山 - 烏日区 - 台1線 - 環島1号
環1-3：南投環線
台1線 - 台1丙 - 台14丙 - 台14線 - 台21線 - 台16線 - 台3丙 - 台3線 - 台1線 - 台1丙
環1-4：中台浜海支線
苗栗県通霄鎮 - 緑光海風自行車道 - 台61線 - 中14線 - 中7線 - 台61線 - 台17線 - 西浜大橋（彰化県・雲林県）
環1-5：南台浜海支線
西浜大橋 - 台17線 - 台61線 - 口湖 - 台17線 - 浜海橋 - 台17線 - 台28線 - 台1線（台南市）
環1-16：故宮南院支線
嘉義駅 - 高鐵嘉義駅 - 台18線 - 国立故宮博物院南部院区 - 県道168号 (台湾) - 台61線（環1-5：南台浜海支線）
環1-17：山海圳支線（台南市）
西拉雅大道（善化区） - 台17線（安南区）

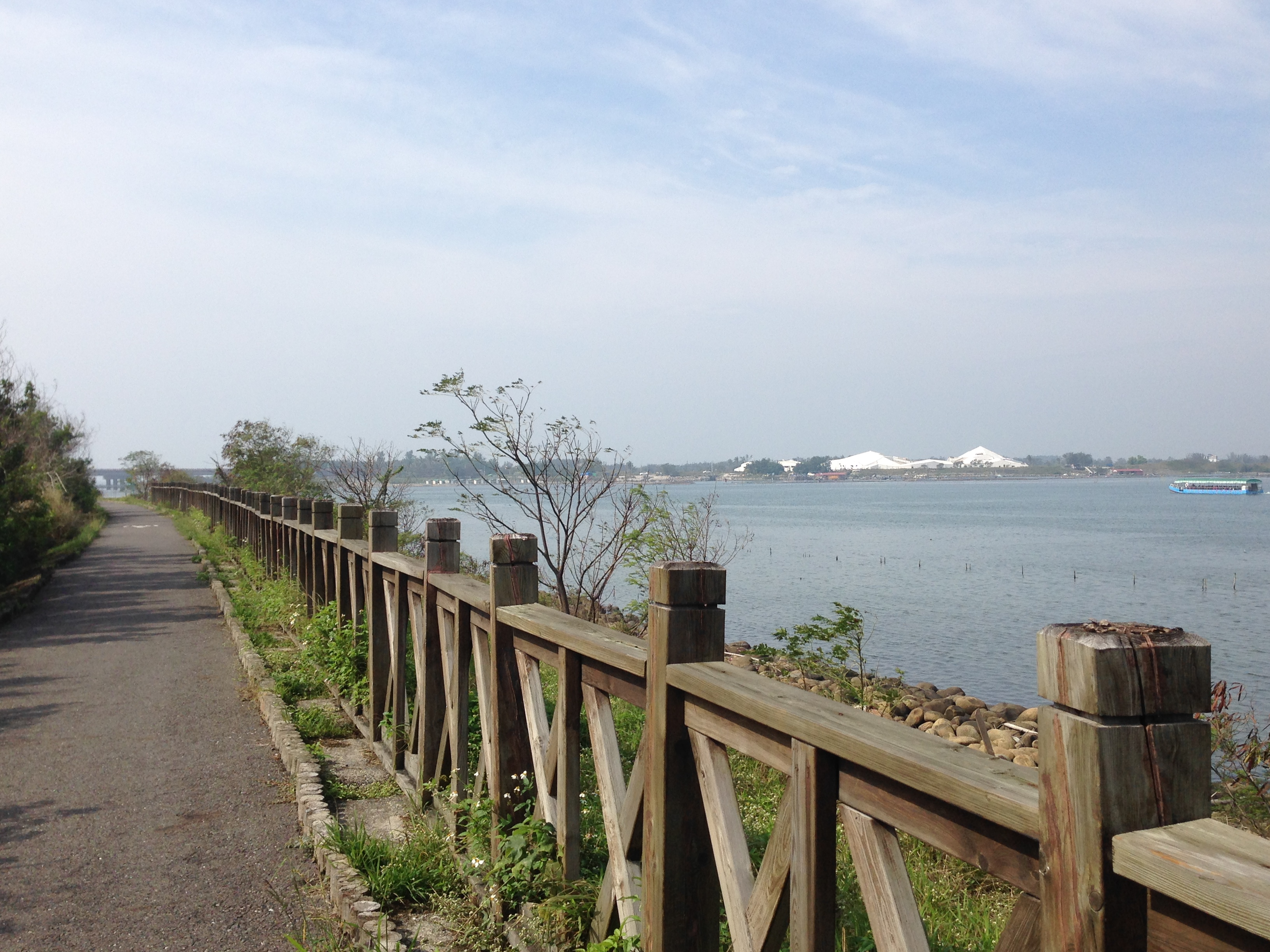
山海圳緑道

環1-8：大鵬湾環線（屏東県）
台17線 - 環湾自行車道 - 台17線
- 大鵬湾環湾自行車道（東港鎮）
- 大鵬大橋

環1-18：高屏沿山環線
高雄市茂林区 - 台28線 - 台27線 - 県道185号 (台湾) - 県道187号 (台湾) - 枋寮郷 - 台1線
環1-21：屏東山海支線
高雄市茂林区 - 台27線 - 台17線（屏東県東港鎮）
環1-23：南部縦貫支線
博愛一路（高雄市） - 台1線 - 鳳山 - 枋寮
環1-9：車城環線
台1線 - 台26線 - 県道199号 (台湾) - 四重渓温泉 - 牡丹水庫 - 寿峠 - 台9線

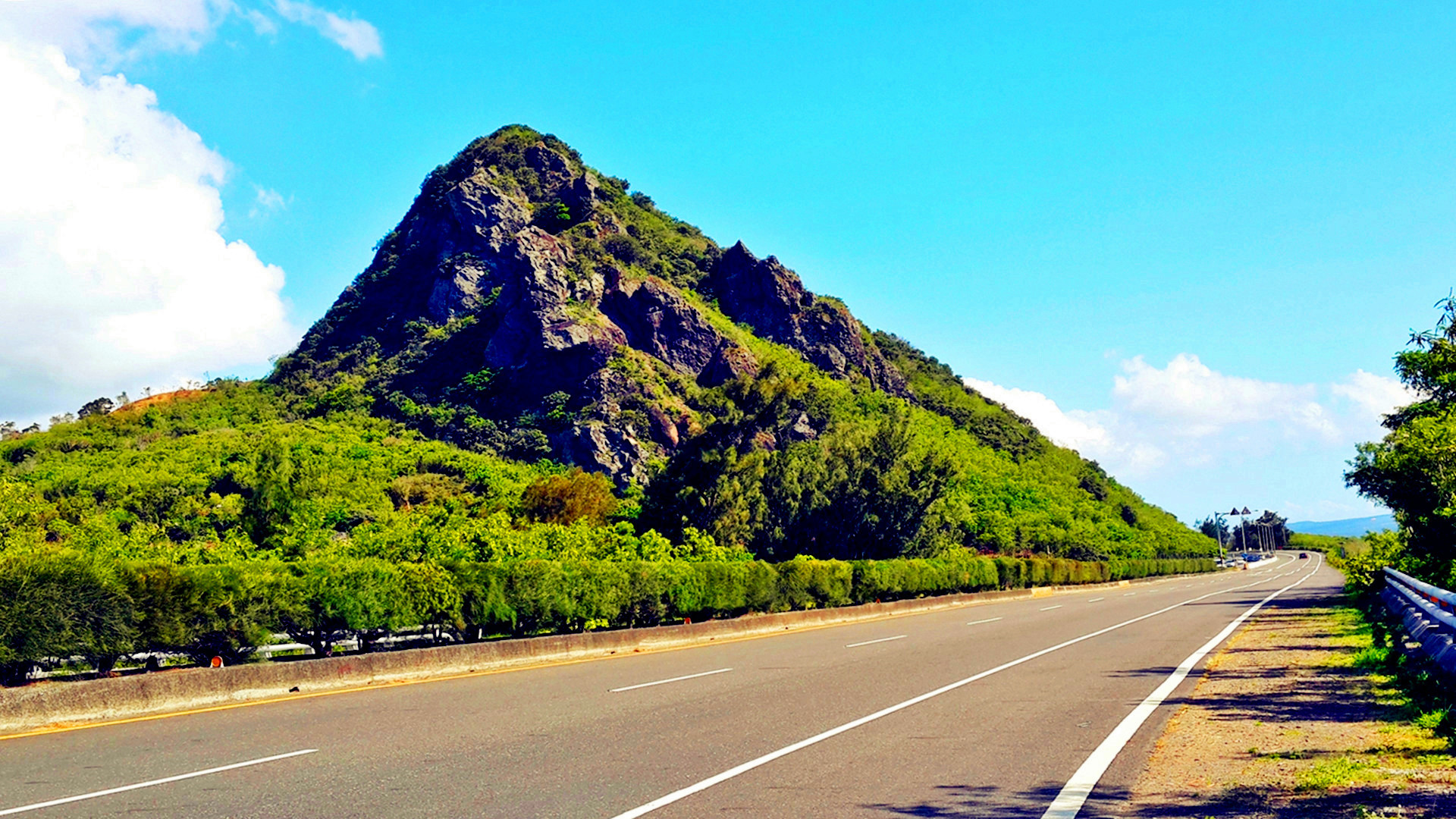
台26線小尖山（車城郷海口村）
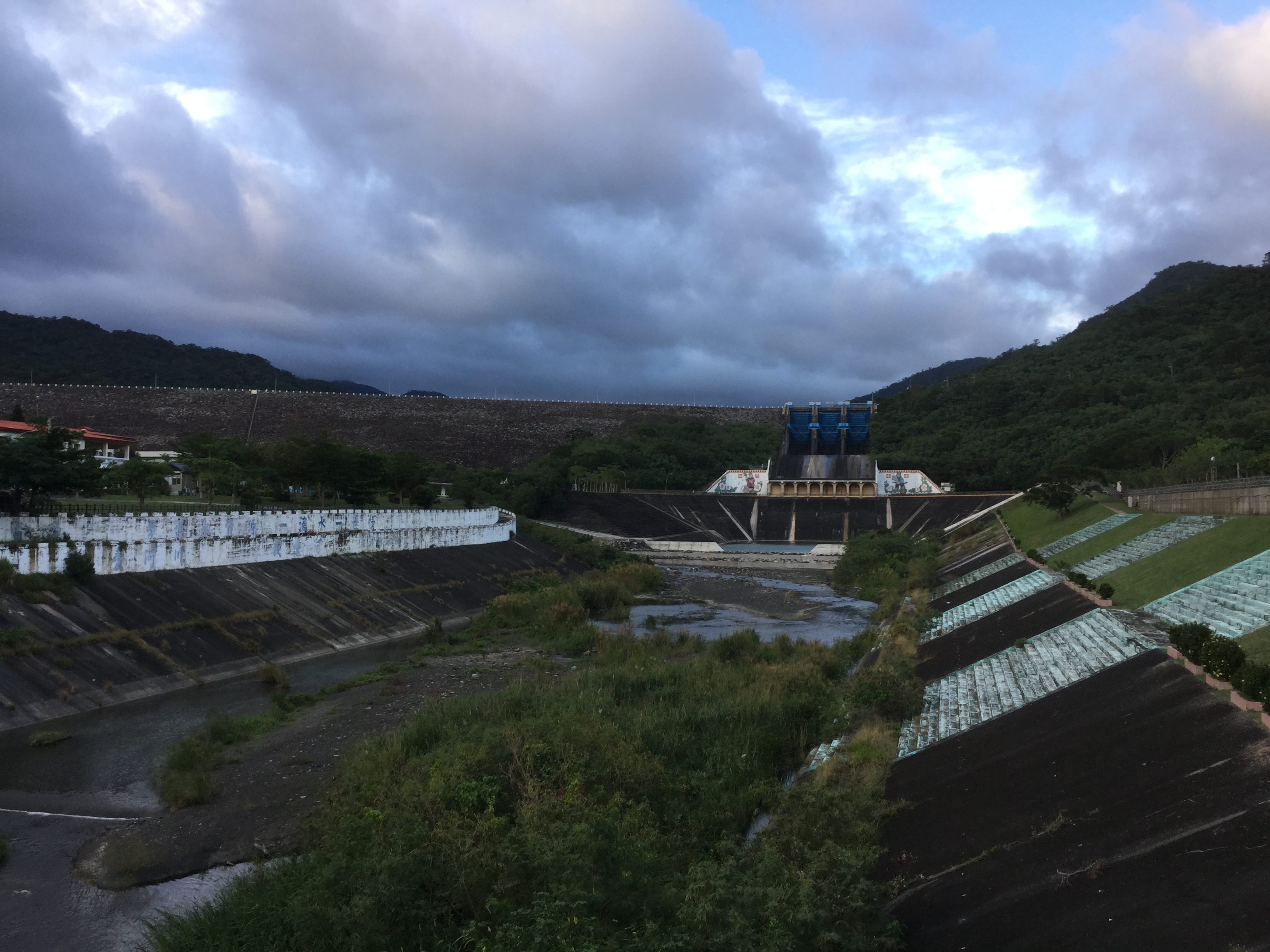
牡丹水庫（牡丹郷）
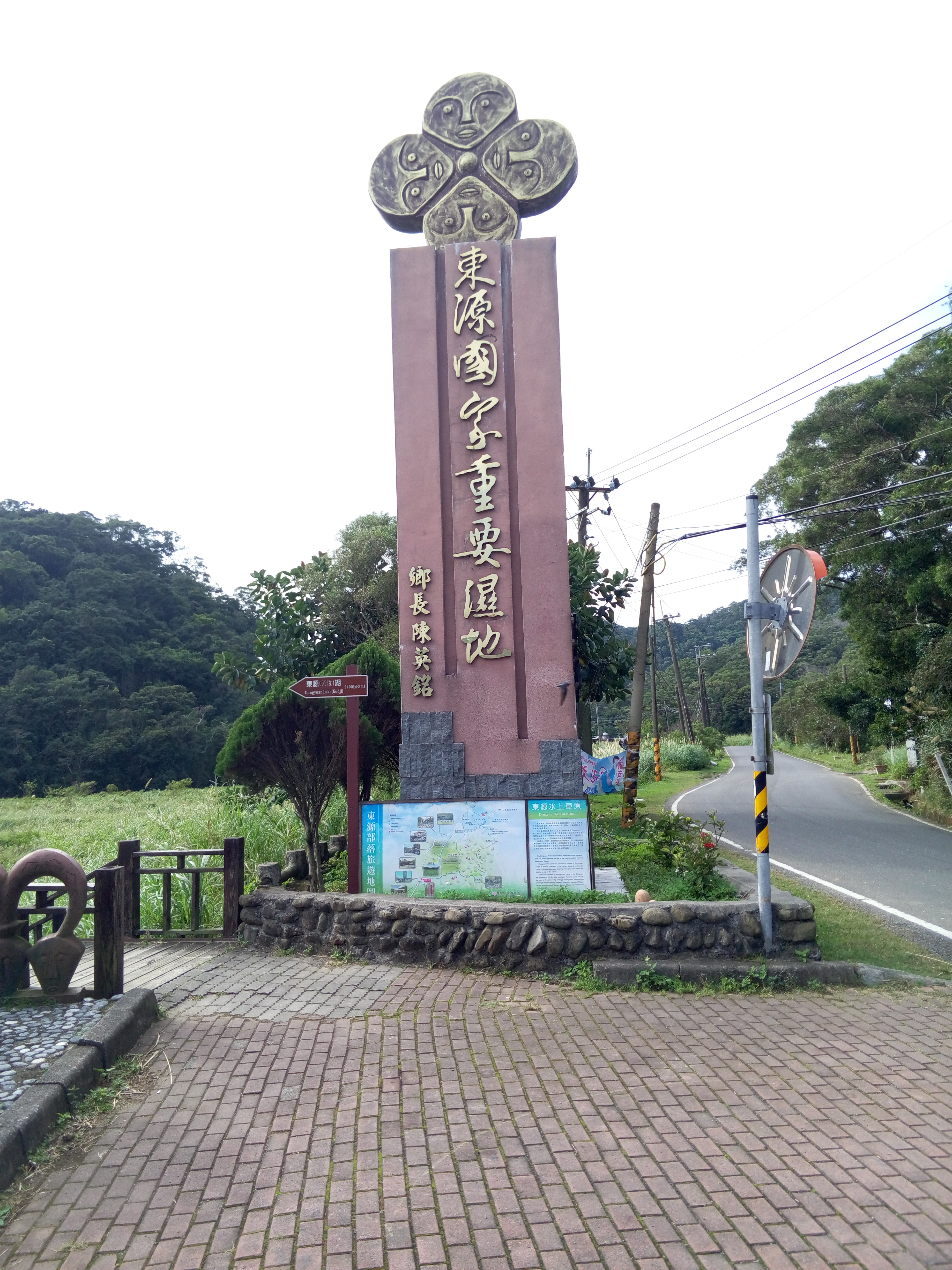
東源湿地（同上）

環1-19：恒春環線（恒春半島を西岸沿いに縦断）
台26線（車城郷海口） - 屏152 - 国立海洋生物博物館 - 屏153 - 台26線（恒春鎮）

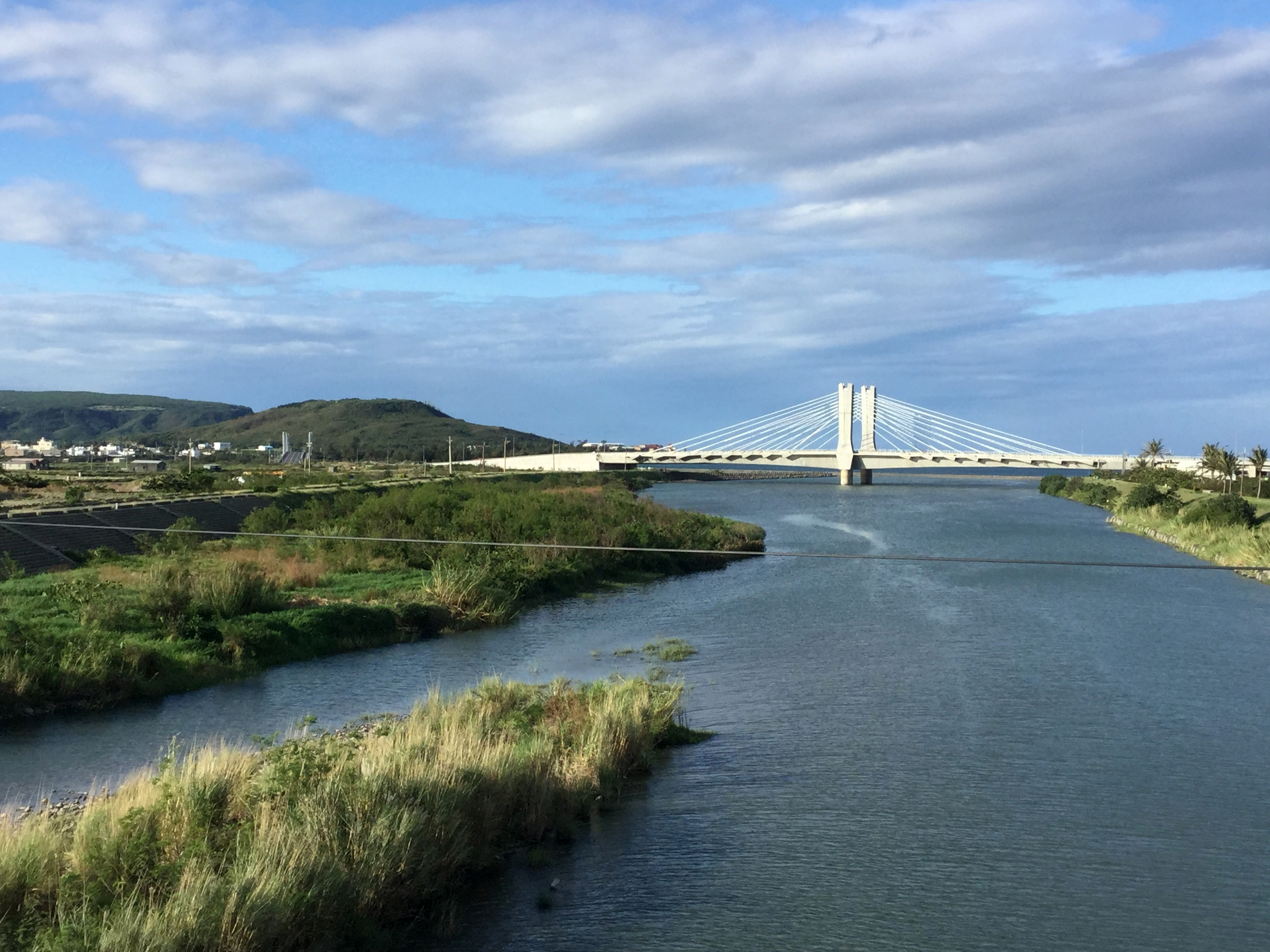
台26線からみた車城福安橋（郷道屏152線）
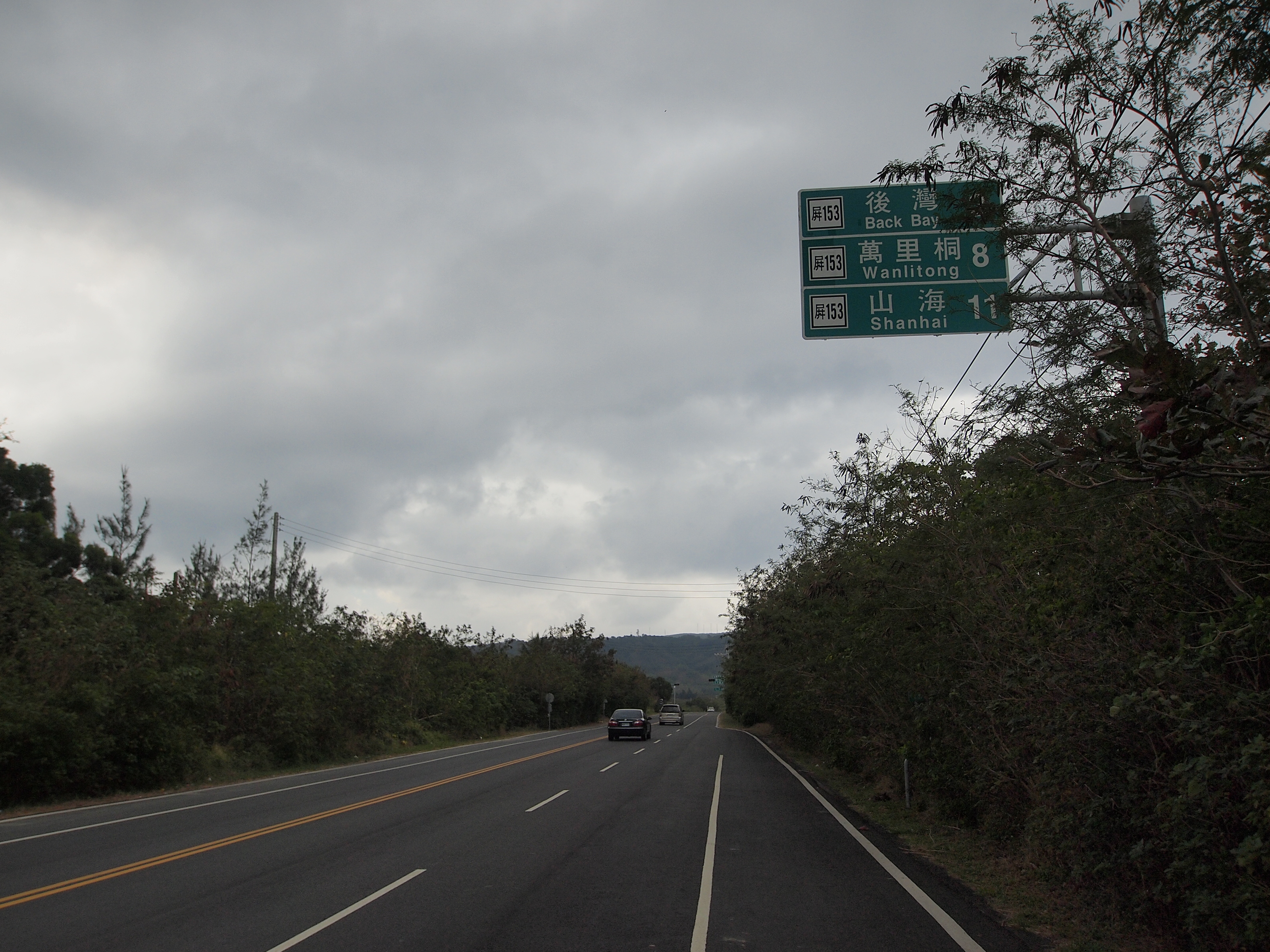
郷道屏153線

環1-20：墾丁環線
台26線（車城郷） - 墾丁 - 鵝鑾鼻 - 台26線（佳鵝公路） - 県道200号 (台湾) - 県道199甲 - 県道199号
- 佳鵝公路（満州郷）
- 県道200号（満州郷）
- 台199甲線（牡丹郷旭海村）

環1-6：東海岸環線
台9線（知本） - 台11線 - 東部海岸国家風景区（花蓮）

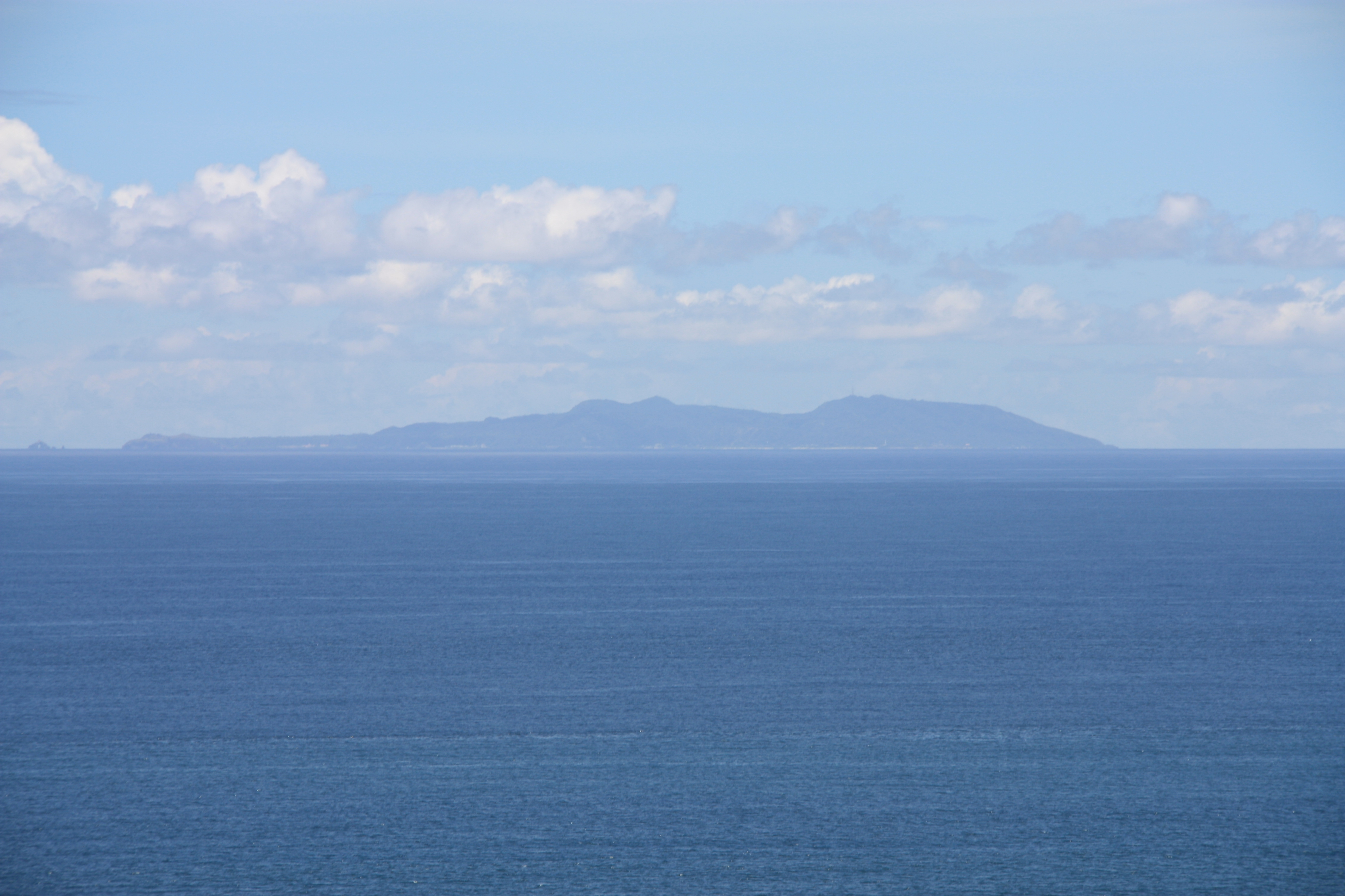
台11線金樽遊憩区から見る緑島（東河郷）
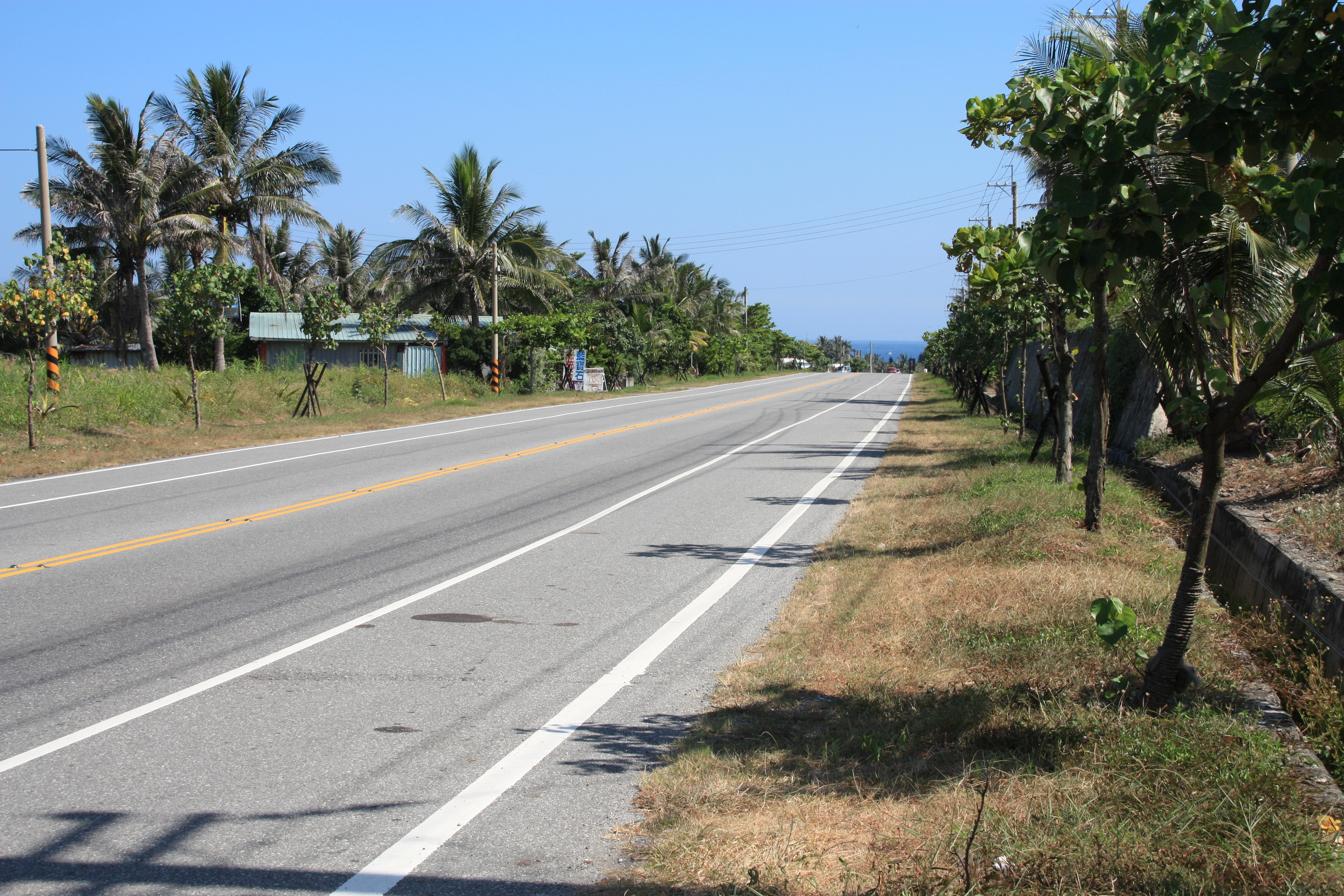
台11線（成功鎮）

環1-10：台東車站支線
台9線 - 台東駅
環1-11：花蓮車站支線
南浜公園 - 台9線 - 花蓮駅
環1-14：花蓮193環線
台9線（玉里鎮） - 県道193号 (台湾) - 瑞穂駅 (花蓮県)
環1-15：両潭環線
台11丙 - 東昌自行車道 - 両潭自行車道（県道193号） - 花蓮港 - 台9線
- 県道193号七星潭
- 新城（太魯閣）駅

環1-7：蘭陽平原環線
台9線（冬山郷） - 羅東 - 宜蘭 - 礁渓 - 台2庚 - 台2線 - 烏石港
環1-12：渓南環線
台2線 - 冬山河自行車道 - 新水自行車道 - 台2線
環1-22：海科館支線
台2線（福隆 - 国立台湾海洋大学） - 国立海洋科技博物館 - 基隆市